# John Everett Millais
Sir John Everett Millais PRA (Southampton, 1829. június 8. – Kensington, 1896. augusztus 13.) angol festő és illusztrátor, a Preraffaeliták Testvériségének egyik megalapítója.

## Fiatalkora
Millais 1829-ben született a dél-angliai Southampton városban, bár családja Jersey szigetéről származott. Mivel fiatalon nagy művészi tehetségről tett tanúbizonyságot, 11 éves korában felvették a Királyi Akadémia egyik iskolájába, ahol találkozott William Holman Hunttal és Dante Gabriel Rossettivel. Velük alapította meg 1848 szeptemberében, szülei Gower Street-i házában a Preraffaelita Testvériséget (Pre-Raphaelite Brotherhood, PRB). A kör szándéka az volt, hogy koruk festőművészetét kivezesse a felületes akadémizmusból. Céljuk a mélyebb élmények őszinte, eszményítő kifejezése volt. Mintaképüknek a Raffaello előtti 15. századi toszkánai festők művészetét tekintették.

## Korai munkássága – a preraffaelita művek
Millais első jelentős műve Krisztus szülei házában volt, amelyet a preraffaeliták megalakítása után festett (1850-ben mutatták be). A festmény jelentős felzúdulást váltott ki, mivel egyszerű, hétköznapi környezetben, egy asztalosműhaly rendetlen környezetében ábrázolta a gyermek Jézust. Későbbi munkái szintén felkavarták a korabeli akadémikusokat és a közvéleményt, bár nem annyira, mint első képe. Jelentős népszerűségre tett szert A hugenotta (1852) című festményével, amely egy fiatal hugenotta párt ábrázol Szent Bertalan éjszakája előtt. Későbbi műveiben is sokszor festett hasonló témákat.
Korai képeit az aprólékos kidolgozottság, a részletekre fordított nagy figyelem, a természeti környezet aprólékos, komplex és gyönyörű kidolgozottsága jellemzi. Az 1852-ben született Ofélia képen is egy összetett, gondosan kidolgozott hátteret alkotott, amely szerves egységet alkotott a kép tárgyával.
Millais első pártfogója a kor neves gyűjtője és műkritikusa, John Ruskin volt, aki védelmébe vette a preraffaelitákat az akadémikusok kritikáival szemben. Ruskin bemutatta Millais-t feleségének, Effie-nek, aki hamarosan Millais következő képéhez, a Szabadon bocsátó parancshoz állt modellt. A kép elkészítése alatt Millais és Effie egymásba szerettek, és mivel Effie – ötévnyi házassága ellenére – még szűz volt, beadta a válókeresetet. Effie szüzességének megállapítása után felbontották házasságát Ruskinnal!és 1855-ben egybekelt Millais-vel, házasságukból nyolc gyermek született: Everett (1856), George (1857), Effie (1858), Mary (1860), Alice (1862), Geoffroy (1863), John (1865) és Sophie (1868). Legfiatalabb fiuk, John Guille Millais, neves természettudós és elismert művész lett.
Effie húga, Sophie Gray, számos alkalommal állt modellt Millais-nek, ami spekulációkra adott okot kettejük kapcsolatát illetően.

## Későbbi művei

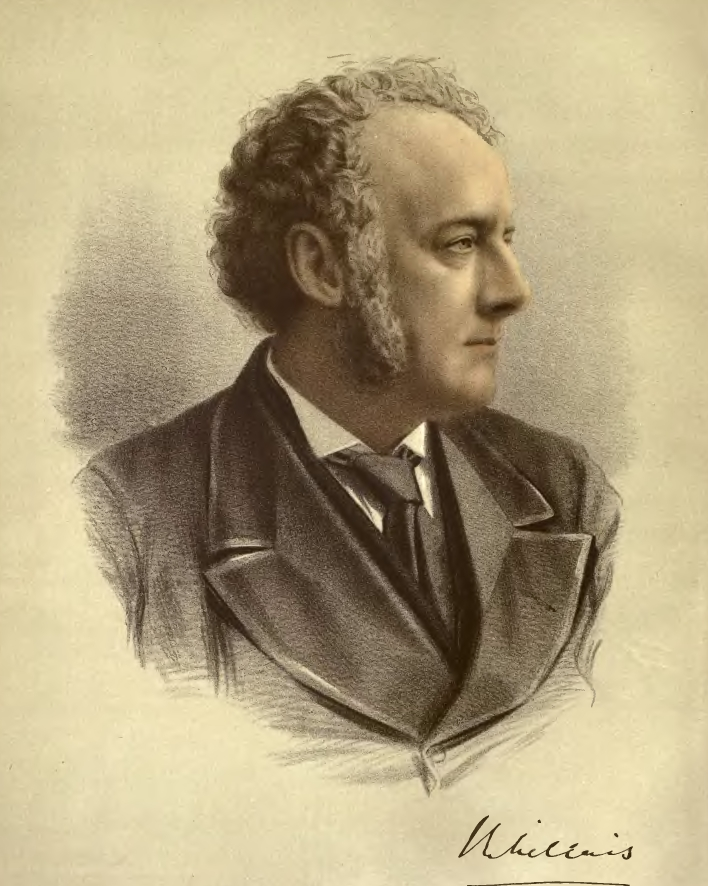
Portréja a National Portrait Galleryben

Házassága után Millais stílusa megváltozott, már nem ragaszkodott a preraffaeliták elképzeléseihez. John Ruskin „katasztrófának” tartotta Millais stílusváltását, egy másik kritikusa, William Morris azzal vádolta, hogy „kiárusította magát”, vagyis inkább több képet festett, hogy így érjen el nagyobb hírnevet és bevételt (amire egyre növekvő családja igényei miatt szüksége is volt).
Millais támogatói viszont azzal érveltek, hogy Whistler és Albert Moore (akikkel személyes kapcsolatban állt) és John Singer Sargent stílusa éreztette hatását Millais festészetében. Millais maga úgy emlékezett, hogy művészi önbizalmának növekedésével már nem kellett aprólékosan festenie, merészebb képeket festhetett. Egy 1888-as cikkében ("Thoughts on our art of Today") Velázquezt és Rembrandtot ajánlotta a fiatal festők figyelmébe mint követendő példákat. Képei, mint a The Eve of St. Agnes és The Somnambulist világosan mutatják Whistler hatását, de Millais is hatott Whistlerre. Az 1850-es évek végén és az 1860-as években festett képei akár az esztéticizmus előfutárának is tekinthetők. Ezeket nagy tömegben, harmonikusan elrendezett színek jellemzik, inkább szimbolikusak, mint narratívak.
1862-től Millais Kensingtonba, a 7 Cromwell Place alá költözött.
Az 1870-es évektől Millais képei egyre inkább a régi nagy mesterek (elsősorban Joshua Reynolds és Velázquez) iránti tiszteletét mutatják, elsősorban a történelmi témájú festmények. A jelentősebbek ezek közül: The Two Princes Edward, Richard in the Tower (1878), The Northwest Passage (1874) és a Boyhood of Raleigh (1871).
Nagy sikert ért el gyermekekről festett képeivel is, elsősorban a Buborékokkal.

## Tájképei 1870 – 1892 között

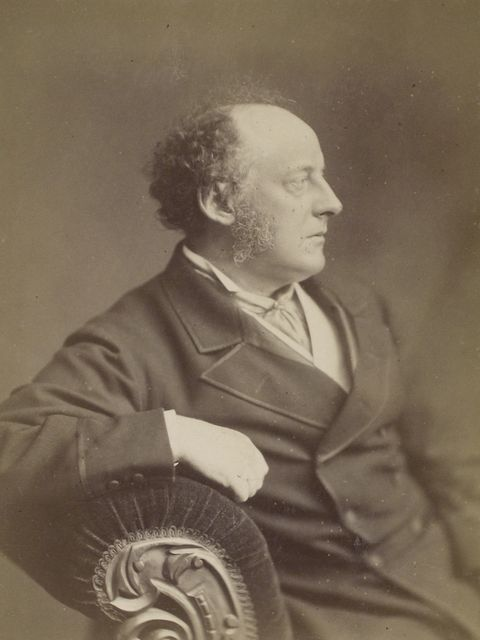
Portréja pályája késői szakaszából

A)z 1870–1892 között festett tájképein jól látható Millais vonzódása a vad, kihalt tájak, a nehéz vagy veszélyes terep iránt. az egyik első tájkép, a Fagyos október (1870) a skóciai Perth város térségében, Millais felesége családjának birtoka közelében született (a kép ma Sir Andrew Lloyd Webber gyűjteményében található). Késői éveiben rendszeresen festett ilyen tájképeket, amelyek általában őszi, kihalt, melankólikus tájat ábrázolnak, amelyek felidézik az elmúlást, az élet mulandóságát. 1870-től Millais rendszeresen visszatért Perth térségébe, augusztustól egészen késő őszig itt vadászott és horgászott, tájképei is ezt a kihalt, őszi-téli tájat ábrázolják, a korai képeire jellemző aprólékosság nélkül. Nem találhatók meg benne az ötvenes éveiben festett képek vibráló színei sem, és bár szabadabb stílusban festett, a képeket mégis a táj alapos ismerete és megfigyelése jellemzi. Az 1887-ben festett Christmas Eve volt az első havas tájképe.

### Illusztrátori karrierje
Festői pályája mellett Millais kora egyik sikeres könyvillusztrátora volt, elsősorban Anthony Trollope regényeihez és Tennyson verseihez készített illusztrációkat. A Jézus életéről szóló tanmesékhez készített illusztrációit 1864-ben adták ki, apósa az illusztrációk mintájára rendelt színes üvegablakokat az egyik perth-i templomba. Korabeli magazinoknak is készített illusztrációkat, és 1869-ben az újonnan alapított The Graphic hetilap felvette illusztrátorának.

## Akadémiai pályafutása
Millais-t aránylag fiatalon, 1853-ban kinevezték a Királyi Művészeti Akadémia társult tagjának, majd hamarosan az Akadémia teljes jogú tagja lett (részben Ruskin támogatásával). 1885-ben bárói címet kapott 1896-ban megválasztották az Akadémia elnökének, de még ugyanebben az évben meghalt. Halálának oka torokrák.
A Szent Pál-székesegyházban temették el.

## Képtár

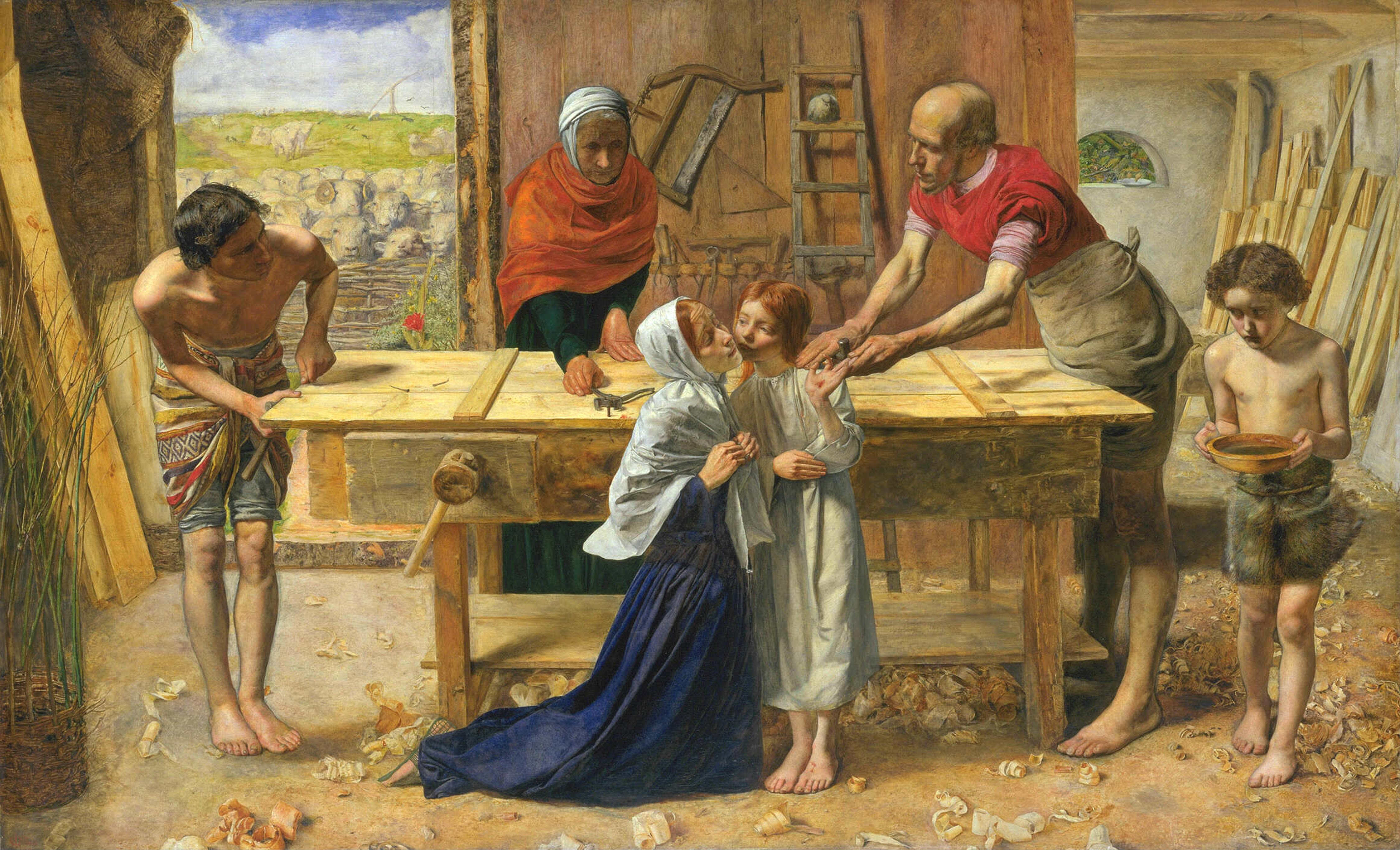
Krisztus szülei házában
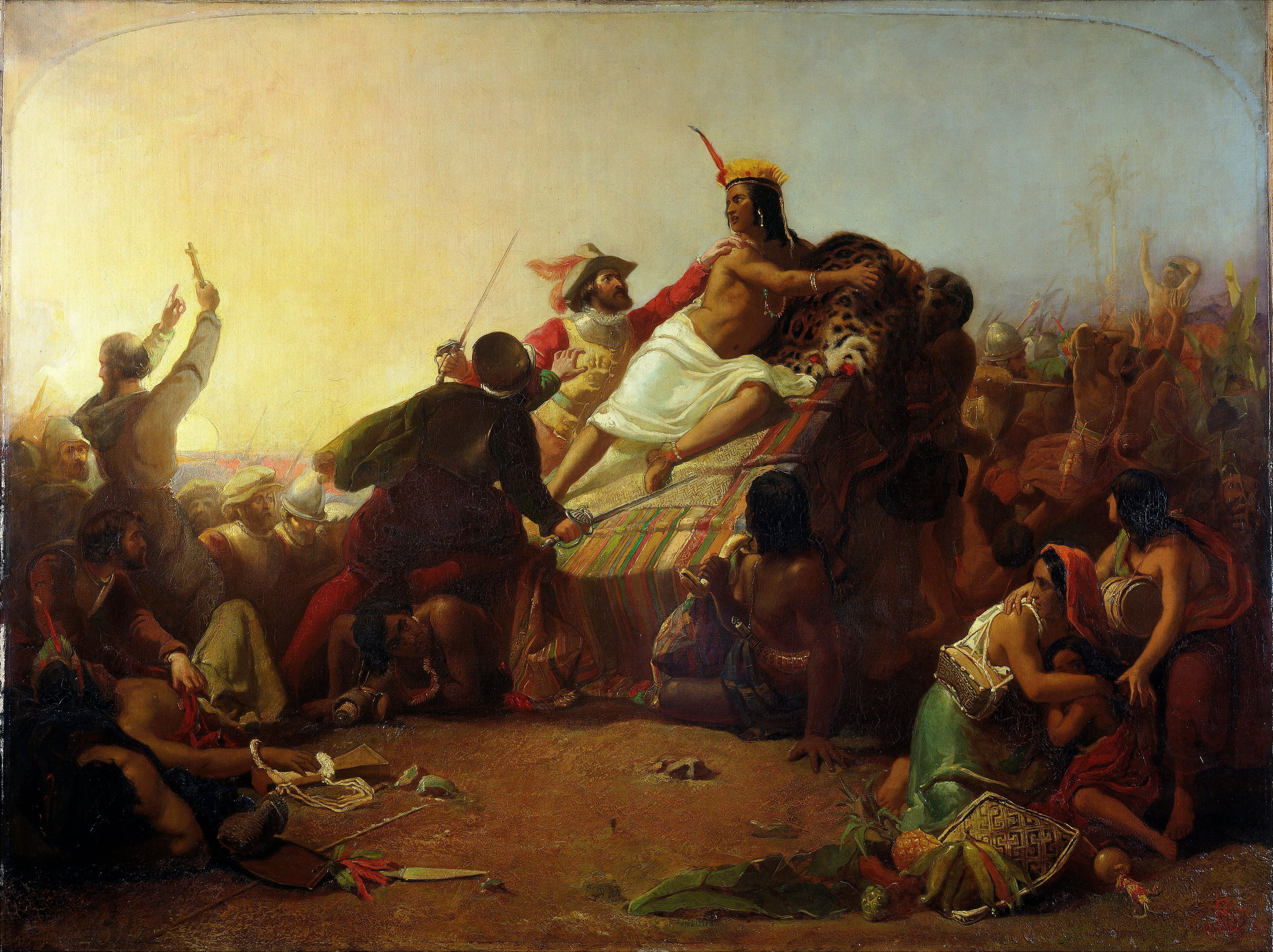
Pizarro elfogja az inka uralkodót (1846), Victoria and Albert Museum, London
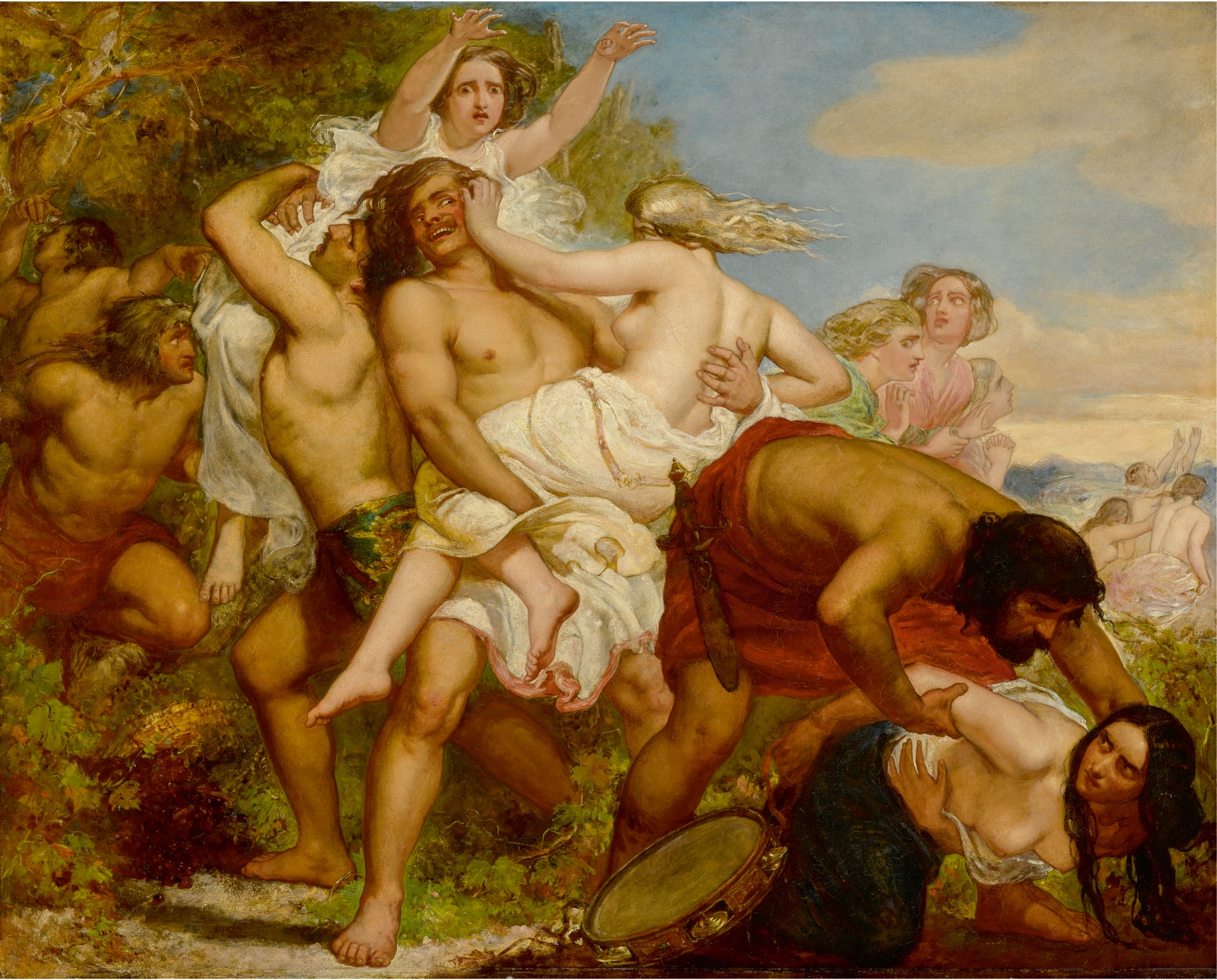
Benjámin törzse elrabolja Shiloh lányait (1847)
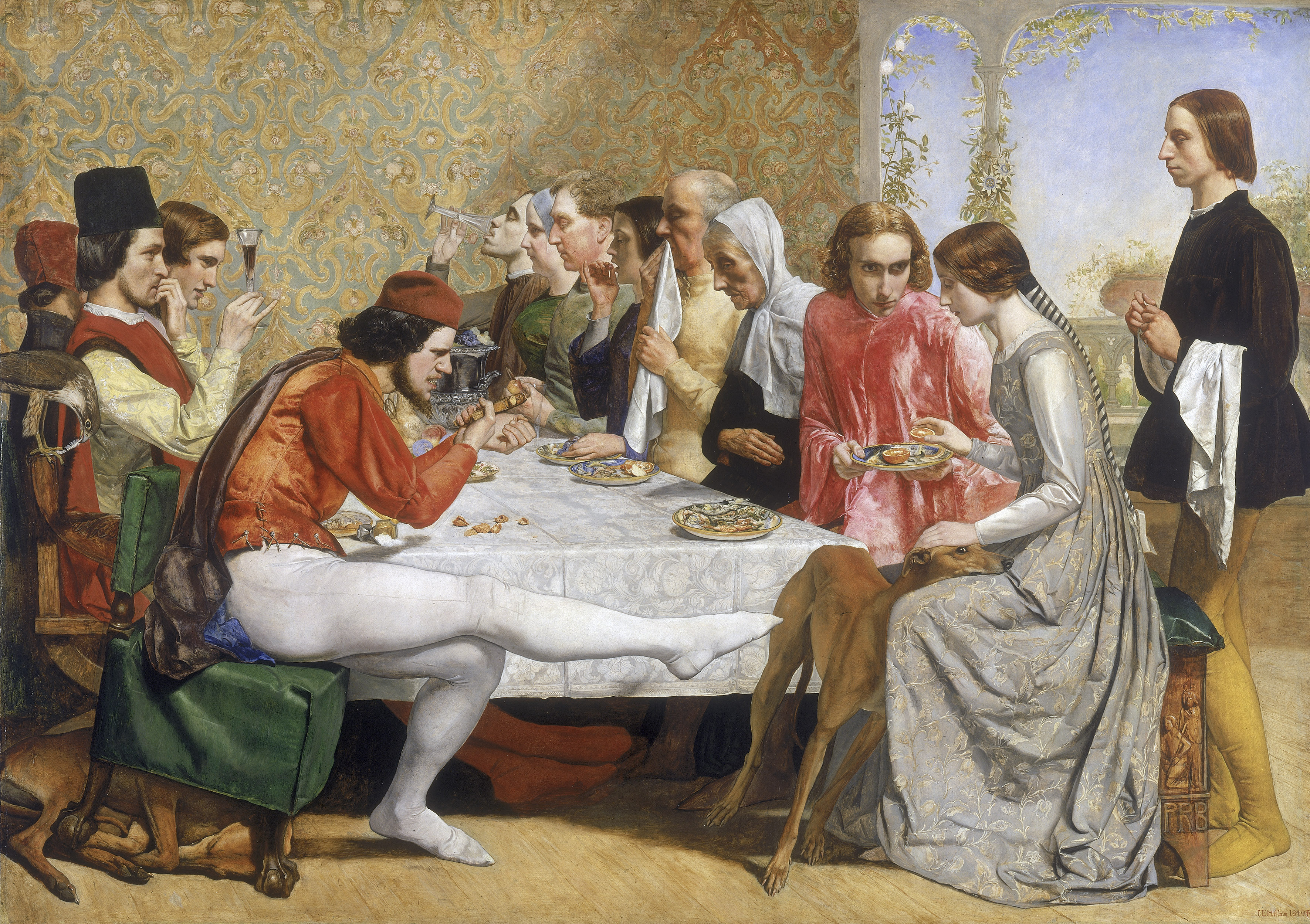
Izabella (1849) Walker Art Gallery, Liverpool
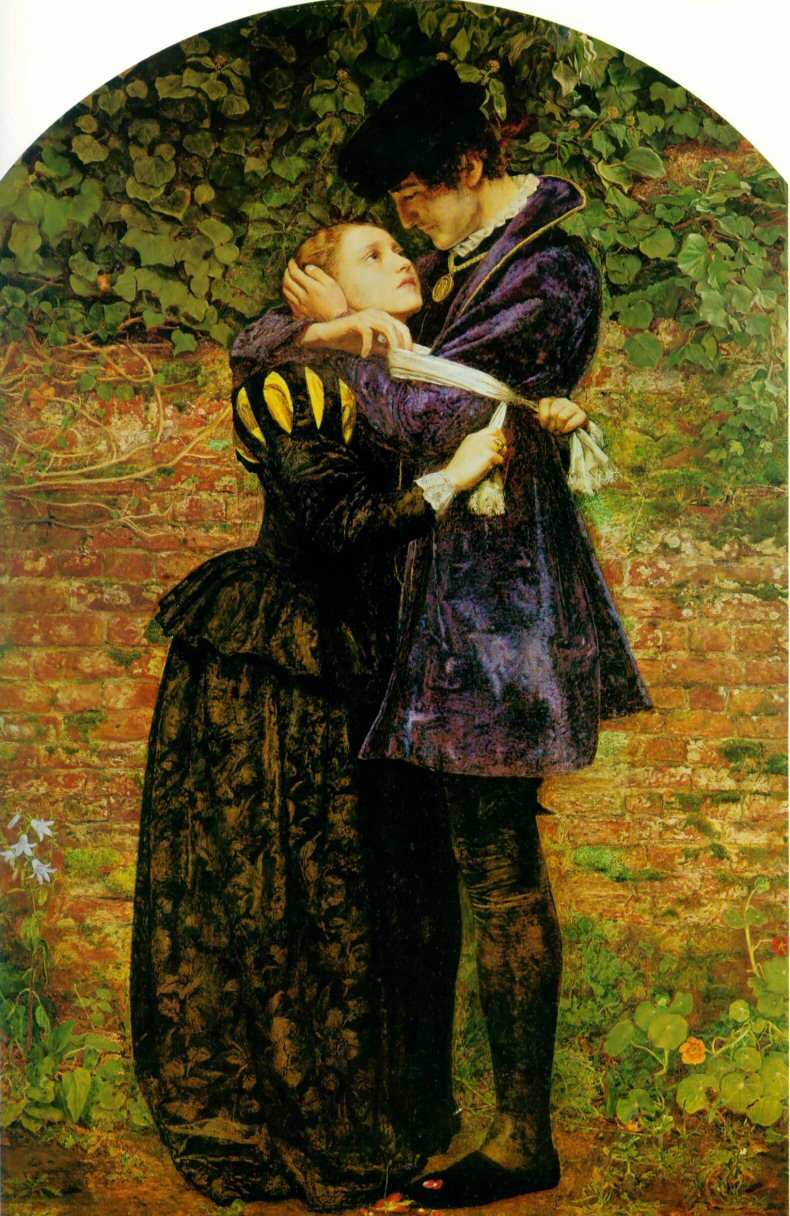
A hugenotta (1852)
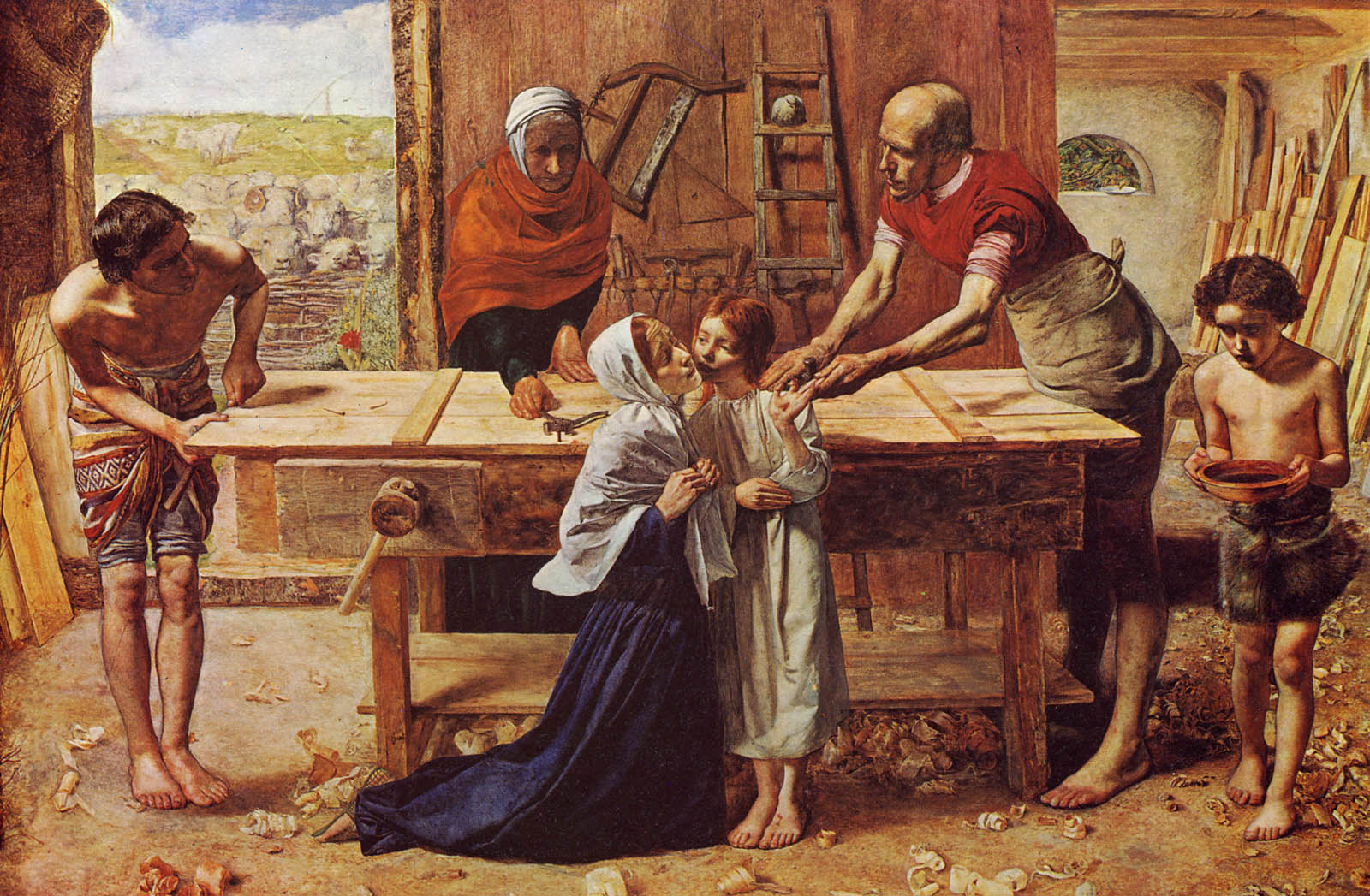
Krisztus szülei házában (1850) Tate Britain, London
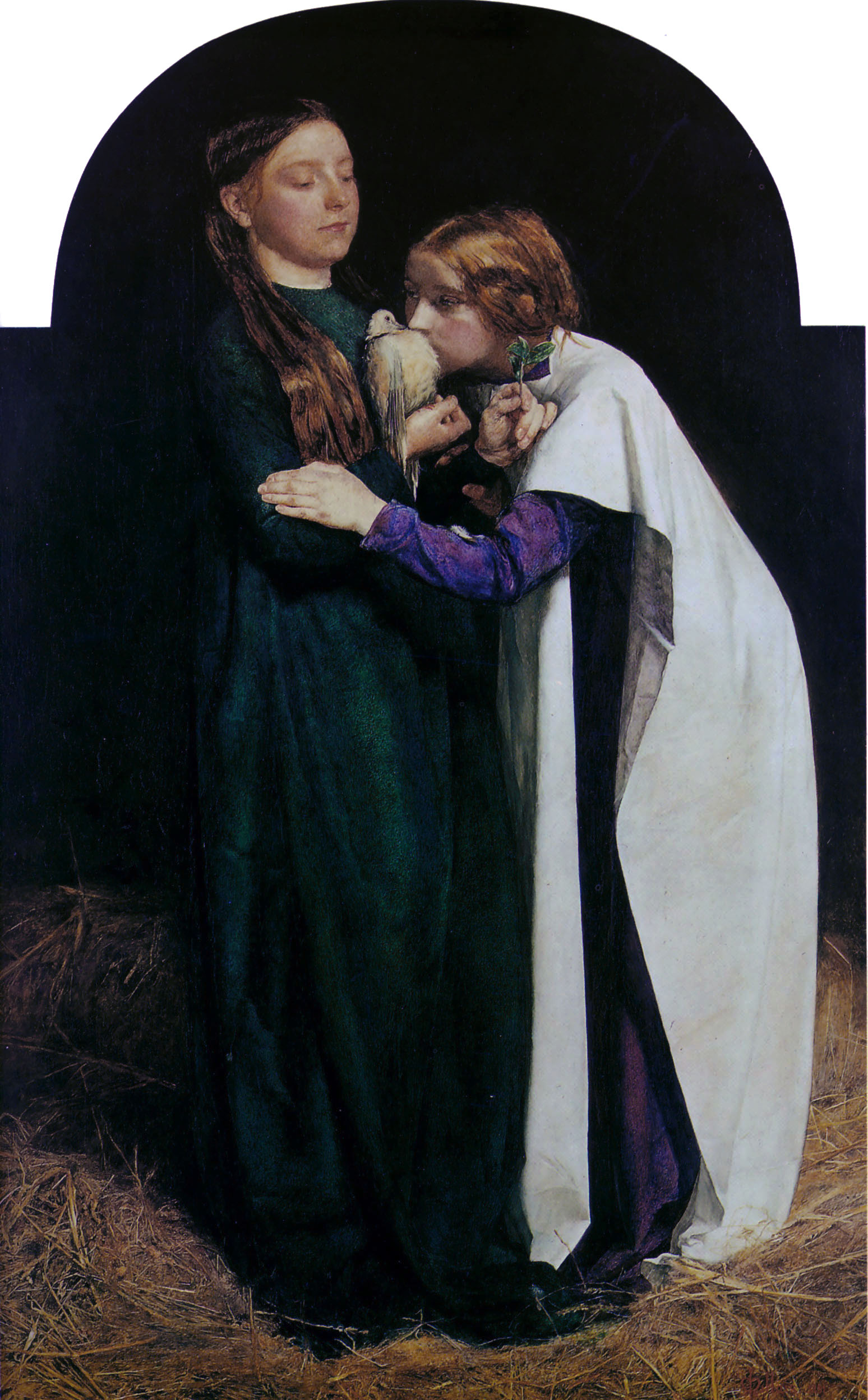
A galamb visszatérése Noé bárkájára (1851) Ashmolean Museum, Oxford
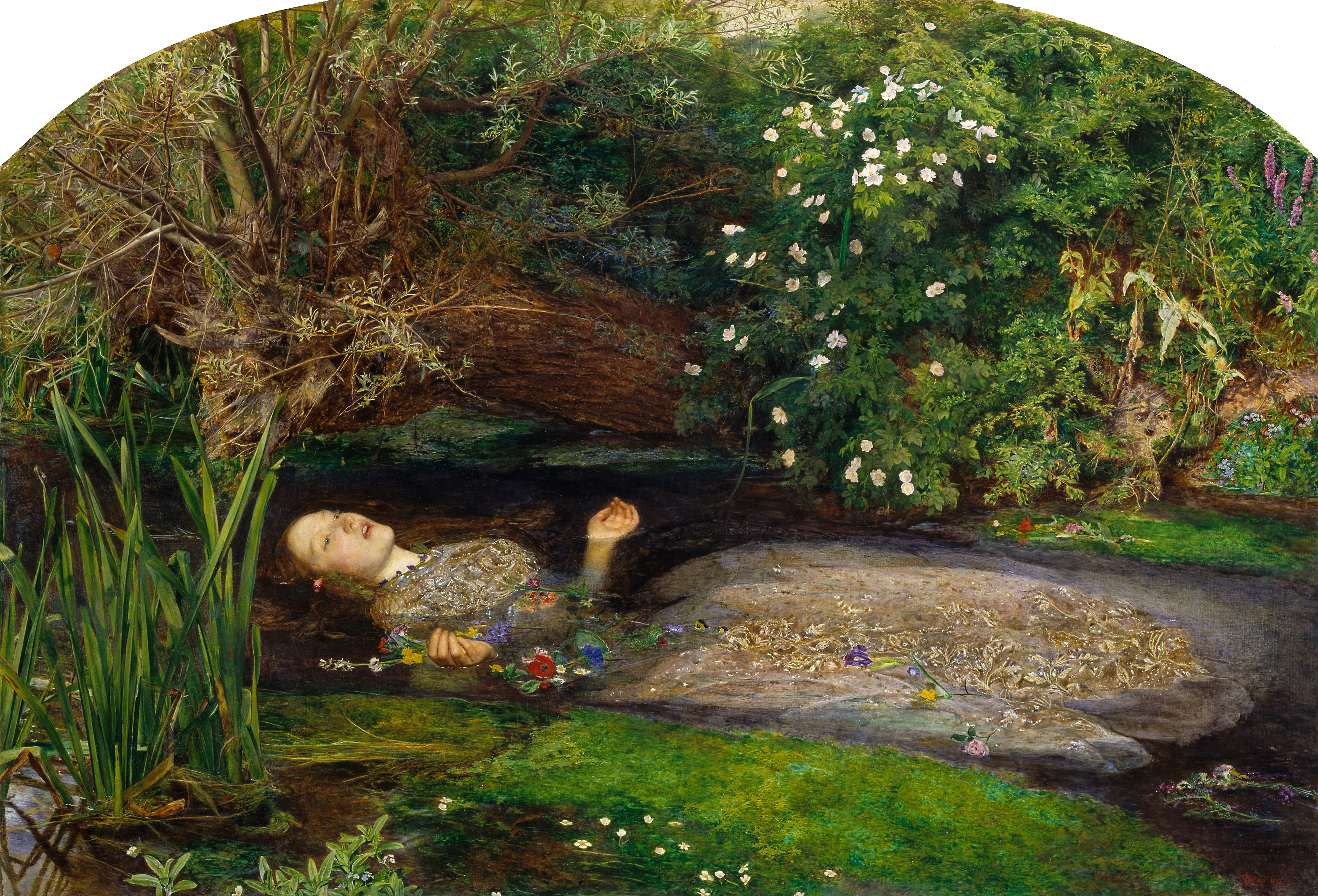
Ofélia (1852) Tate Britain, London
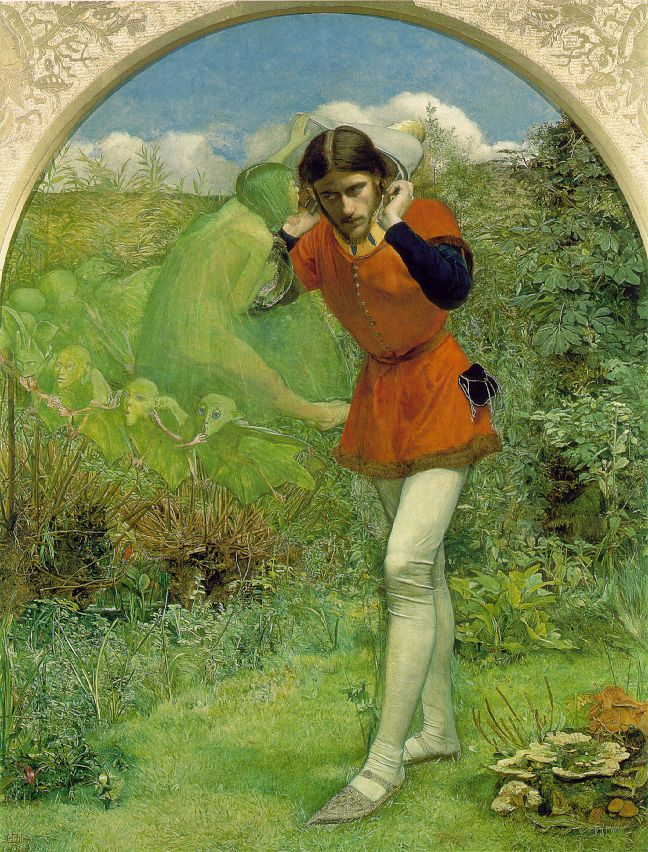
Ariel Ferdinándot csábítja (1852)
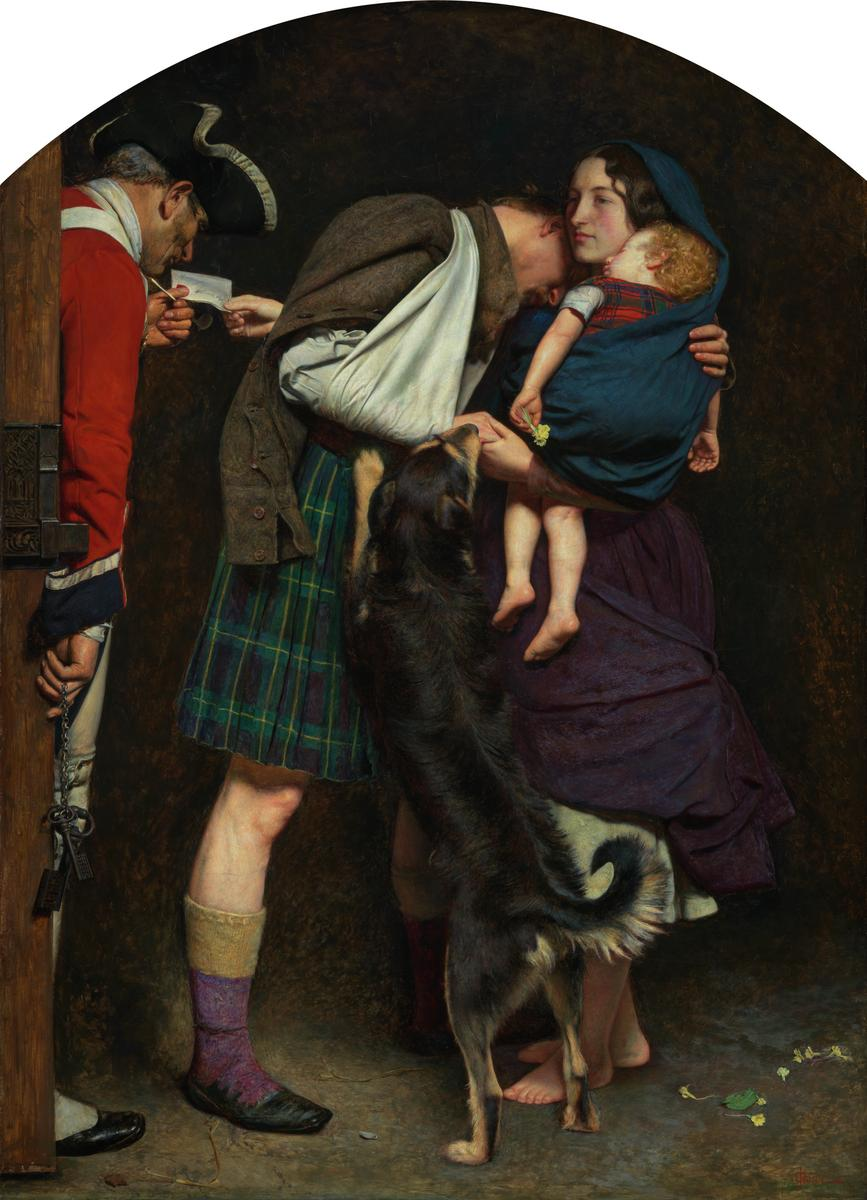
Szabadon bocsátó parancs (1853) Tate Britain, London
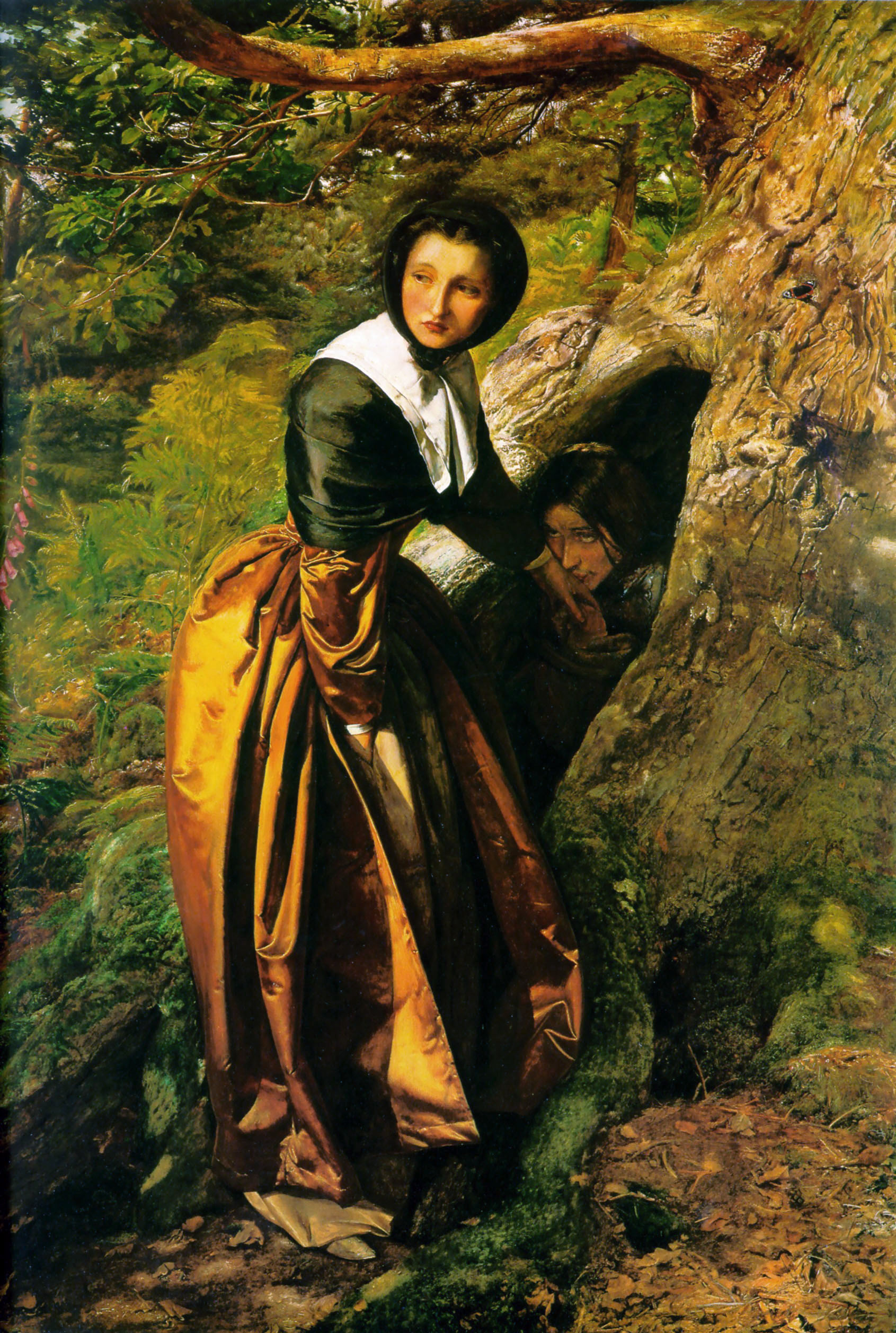
Az üldözött királypárti (1853) Lord Lloyd Webber
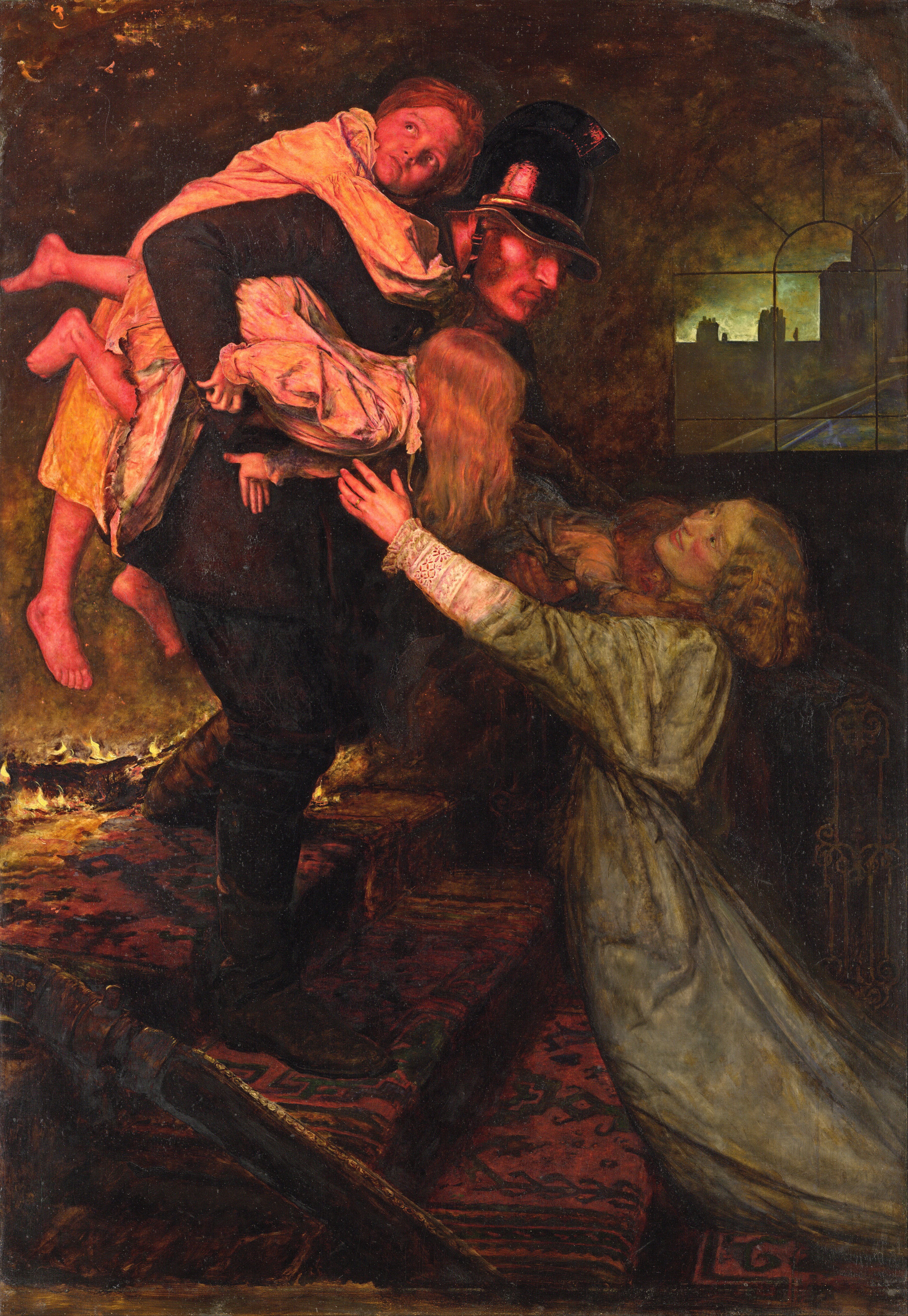
Menekülés (festmény) (1855) National Gallery of Victoria
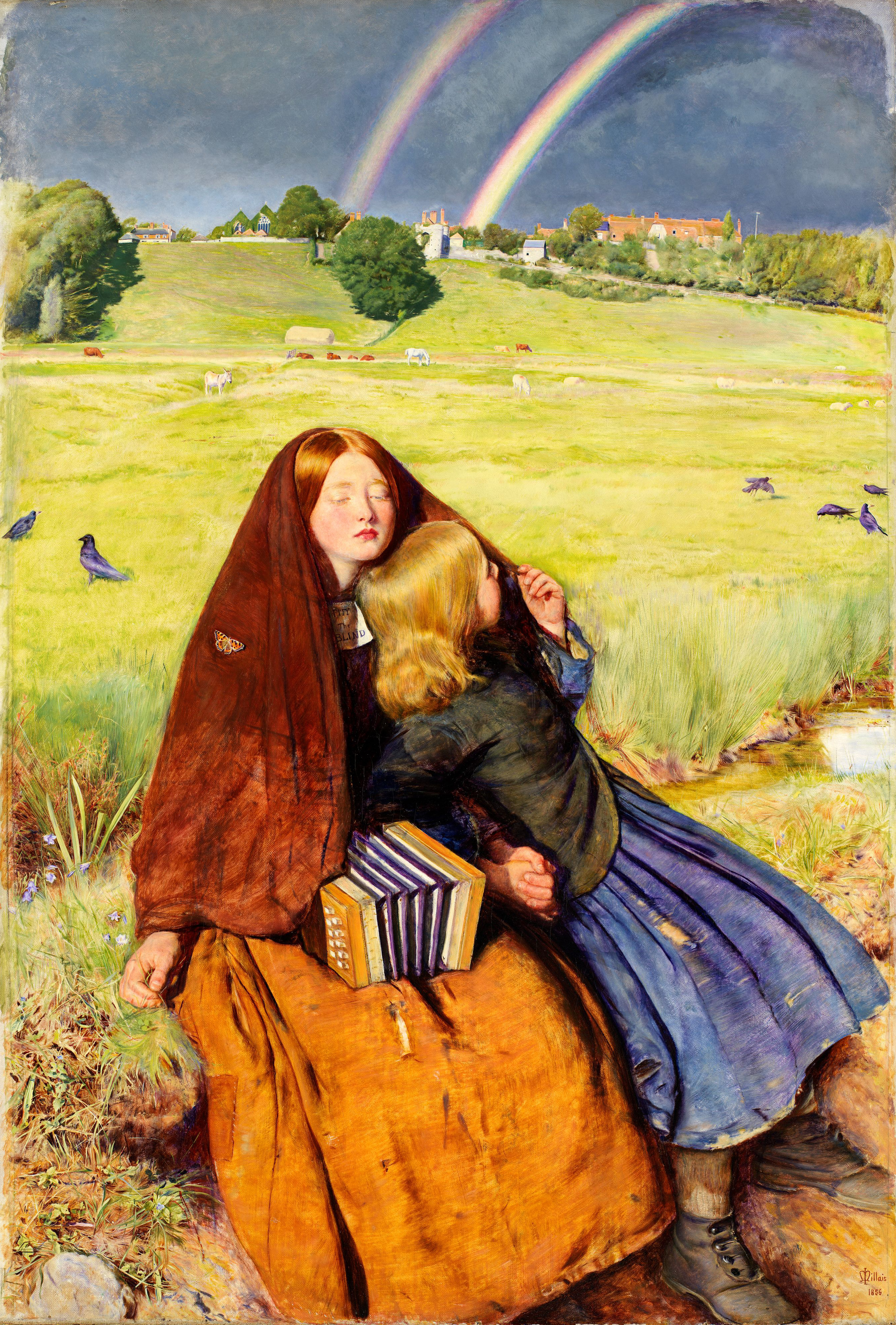
A vak lány (1856) Birmingham Museum & Art Gallery
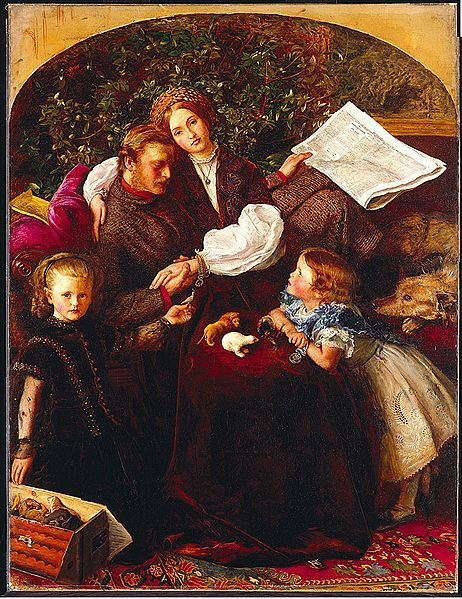
Aláírták a békét (1856) Minneapolis Art Institute
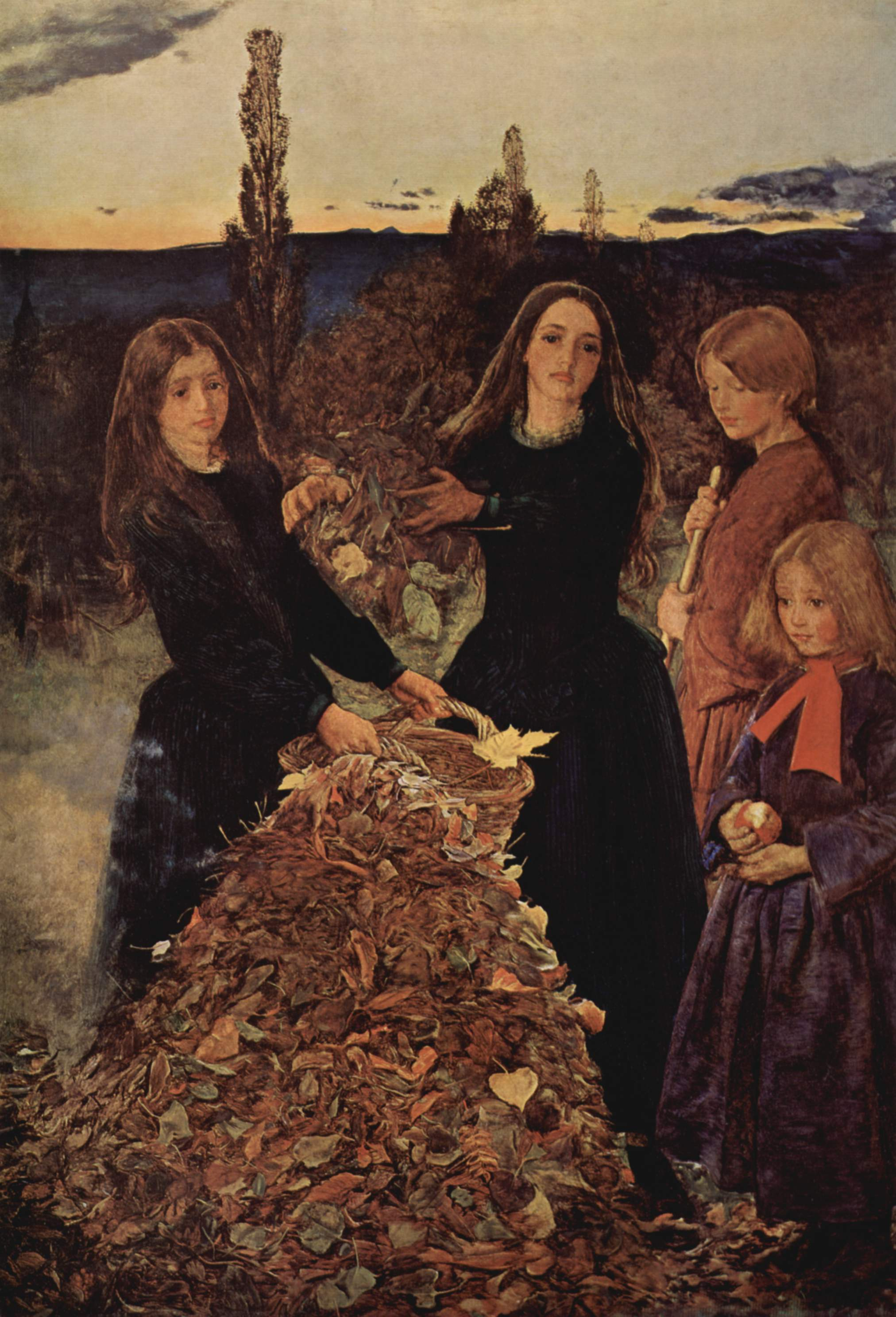
Őszi levelek (1856) Manchester Art Gallery
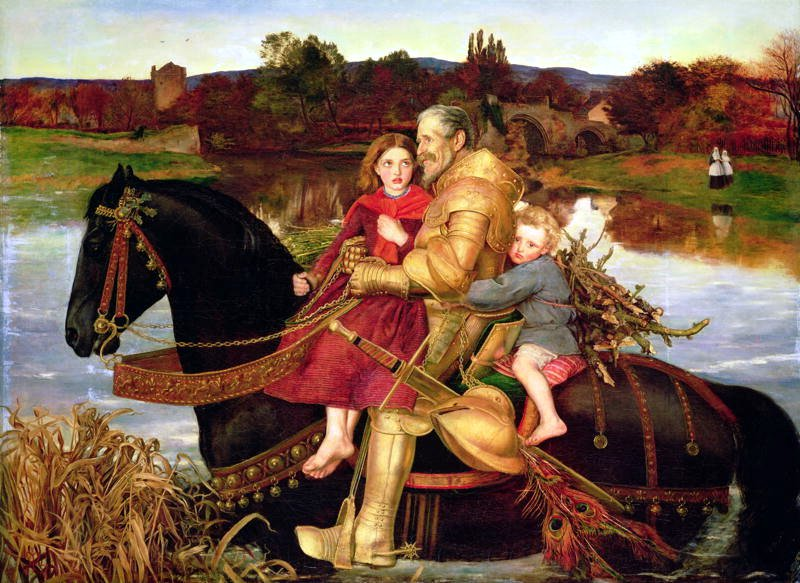
Sir Isumbras a gázlónál (1857) Lady Lever Art Gallery
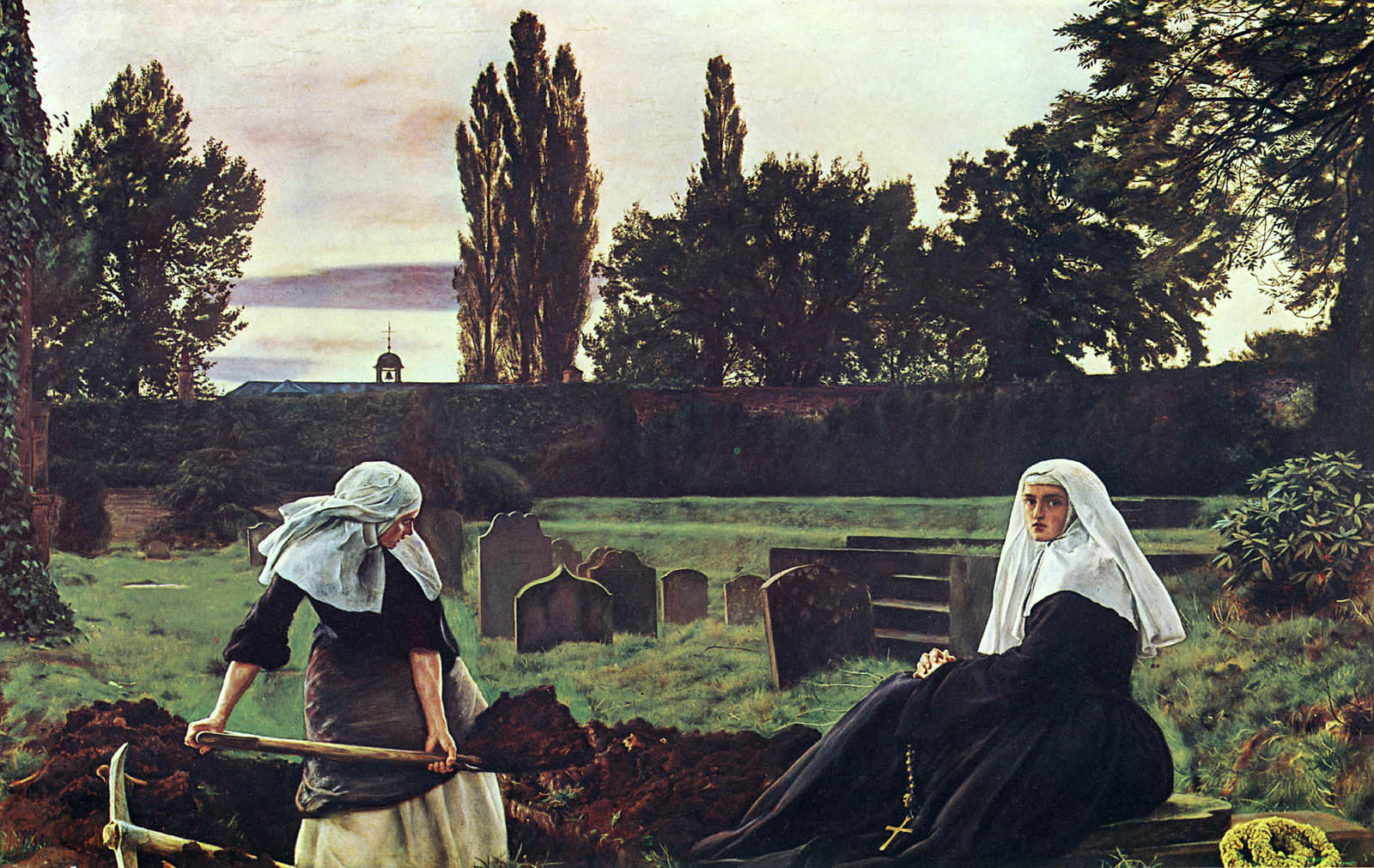
A nyugalom völgye (1858) Tate Britain, London
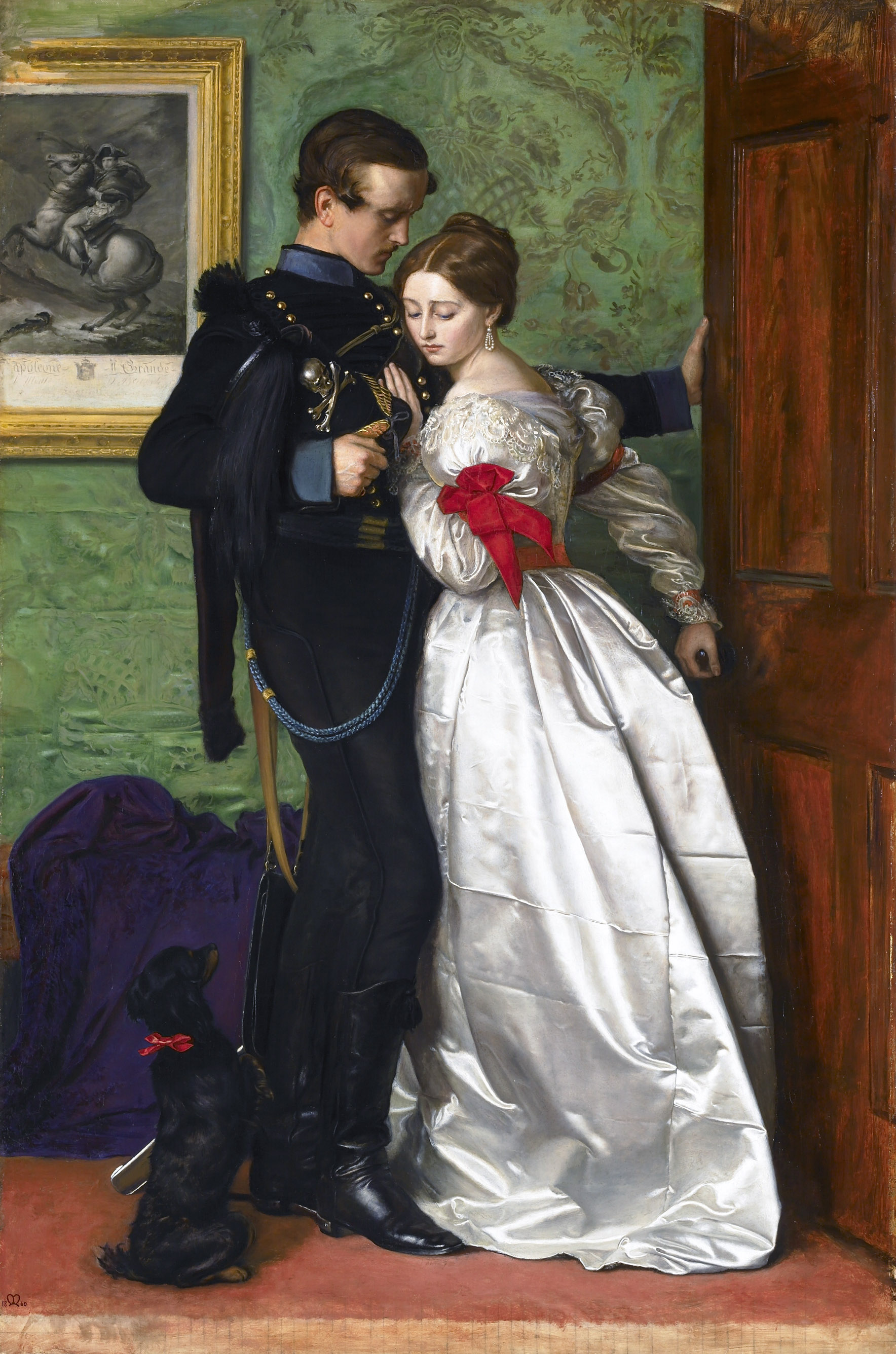
A fekete brunswicki (1860)
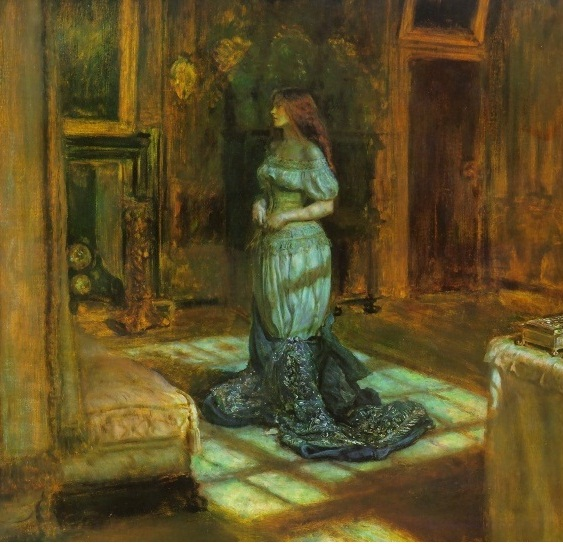
Szt. Ágnes ünnepe előtt (1863) (A brit királyi gyűjtemény része)
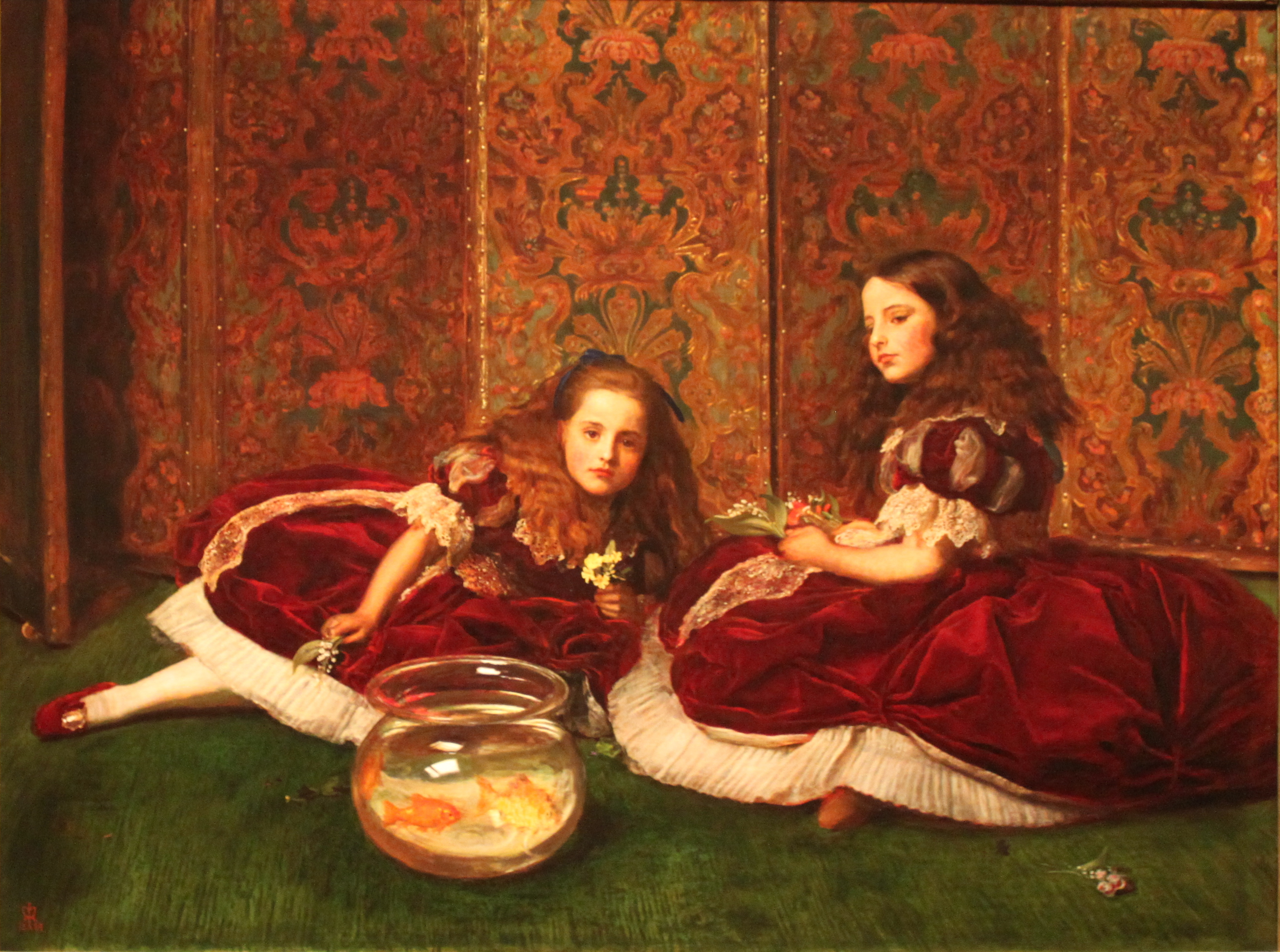
Pihenés, (1864), Detroit Institute of Arts
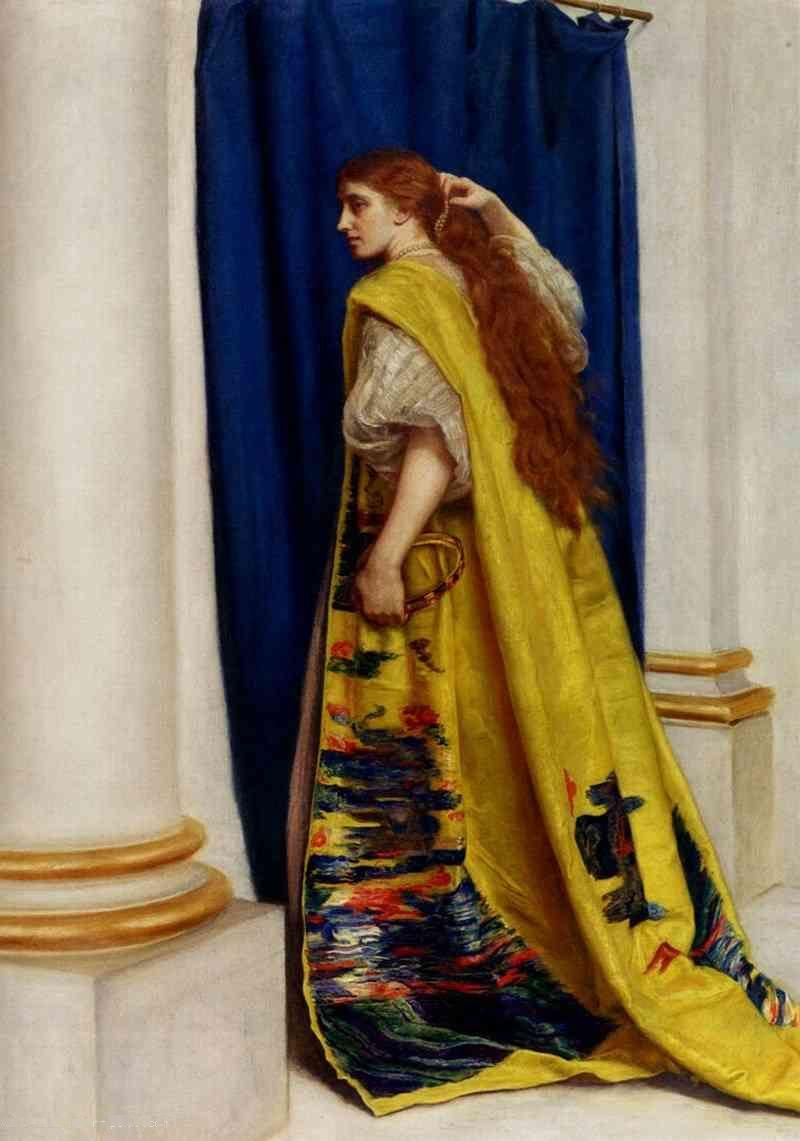
Eszter (1865) magángyűjtemény
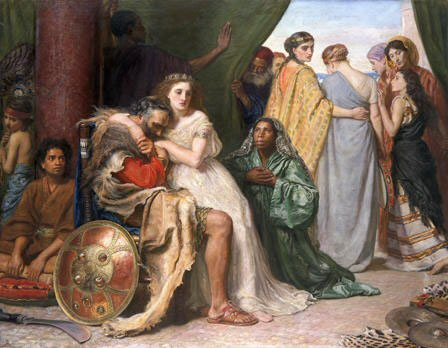
Jephthah (1867) National Museum of Wales, Cardiff
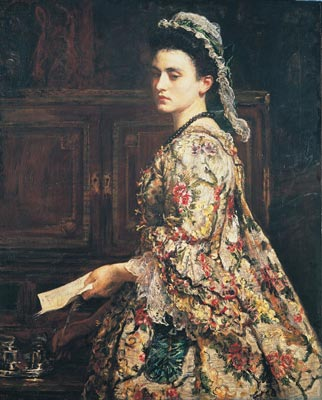
Vanessa (1868) Liverpool Museums Service
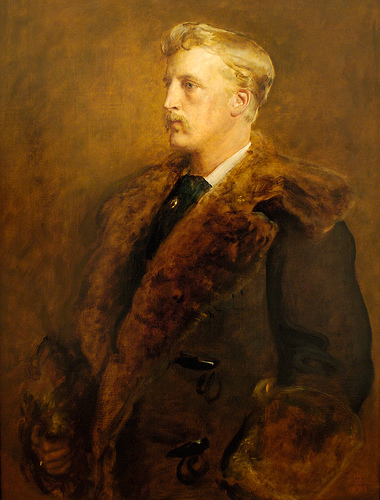
John Campbell, Argyll hercegének portréja. National Gallery of Canada
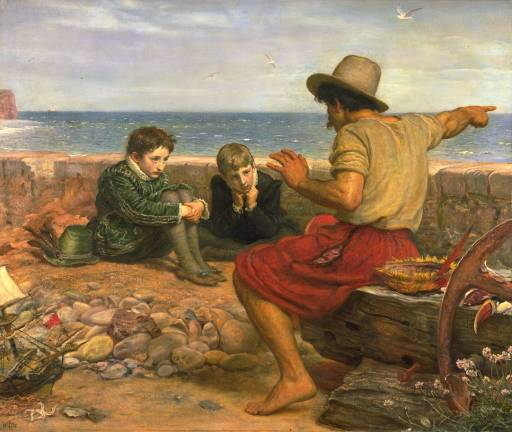
Raleigh fiatalkora (1871)
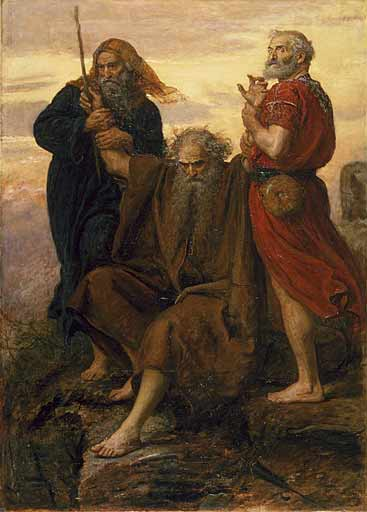
Victory O Lord! (1871) Manchester Art Gallery
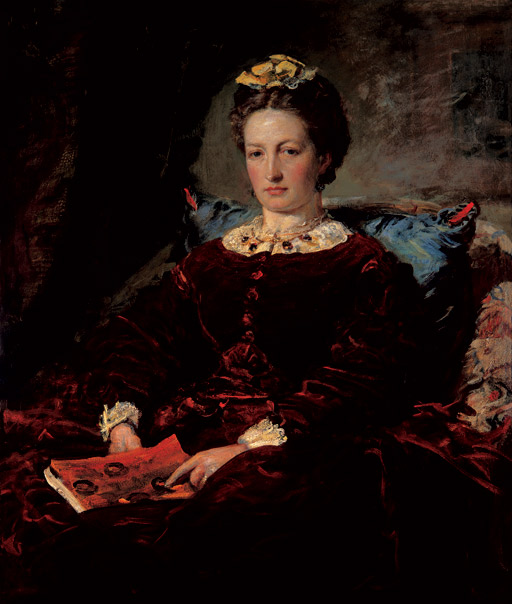
Effie Millais portréja (1873), Perth Museum and Art Gallery
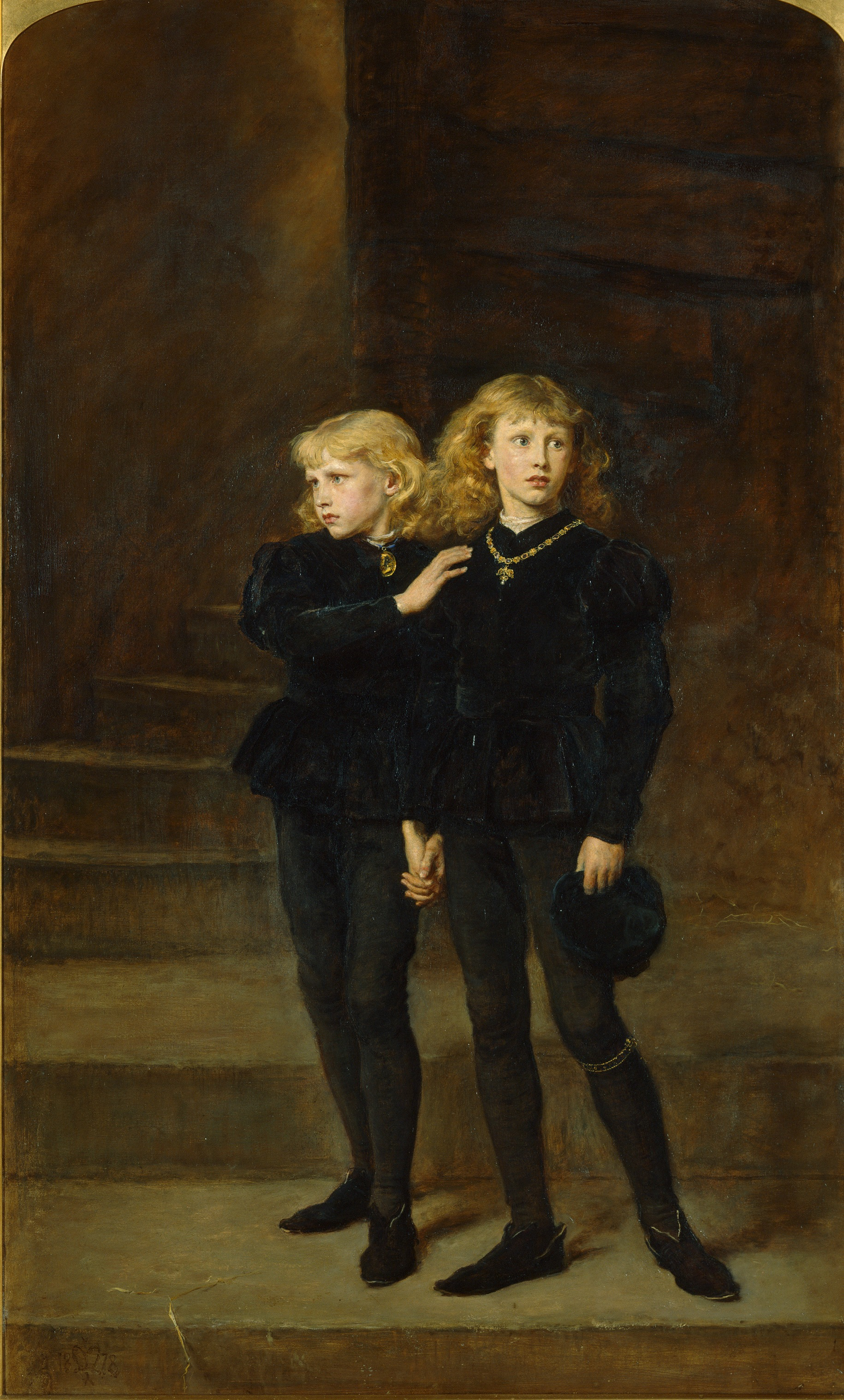
Hercegek a toronyban (1878) Royal Holloway College
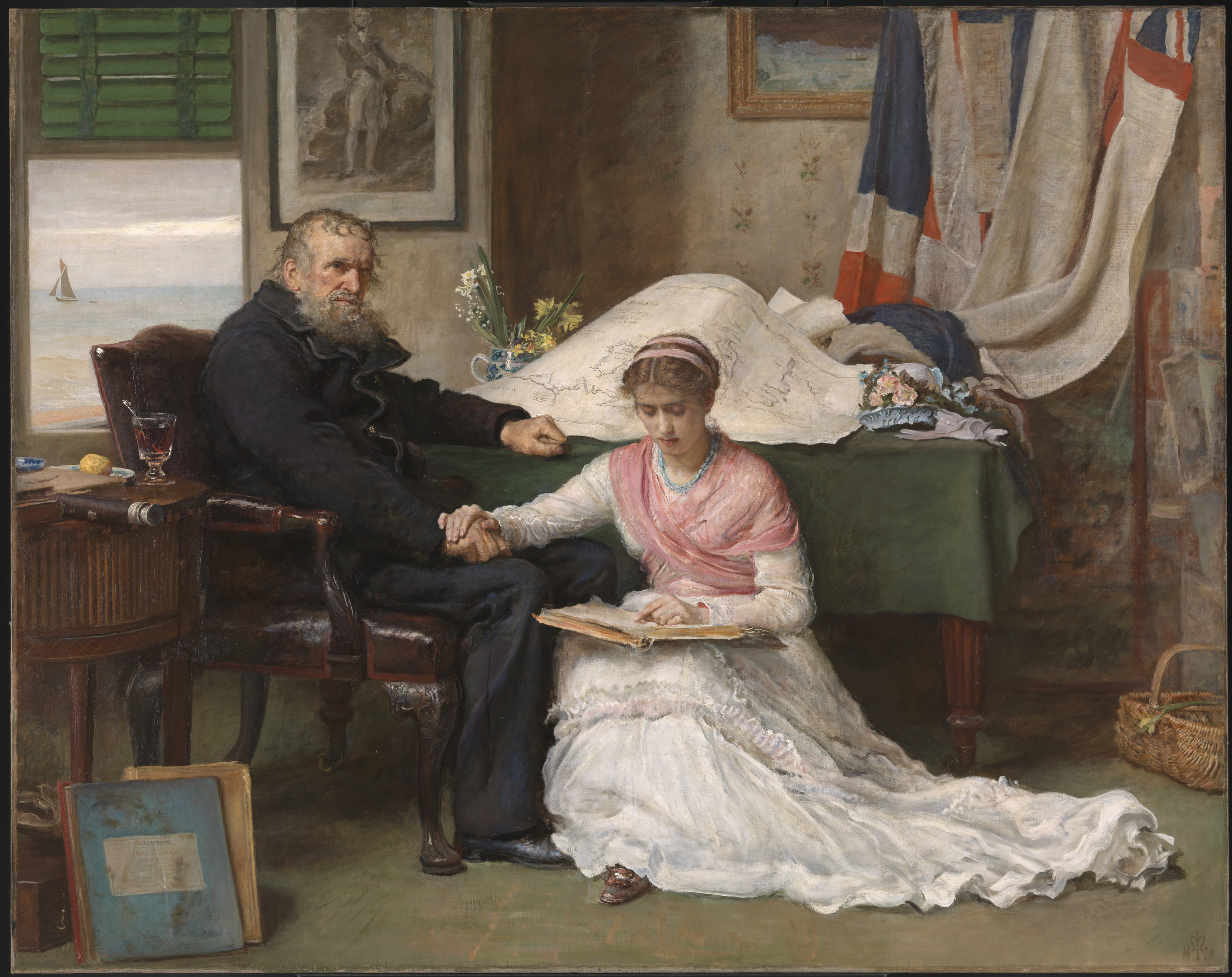
Az Északnyugati átjáró (1878) Tate Britain, London
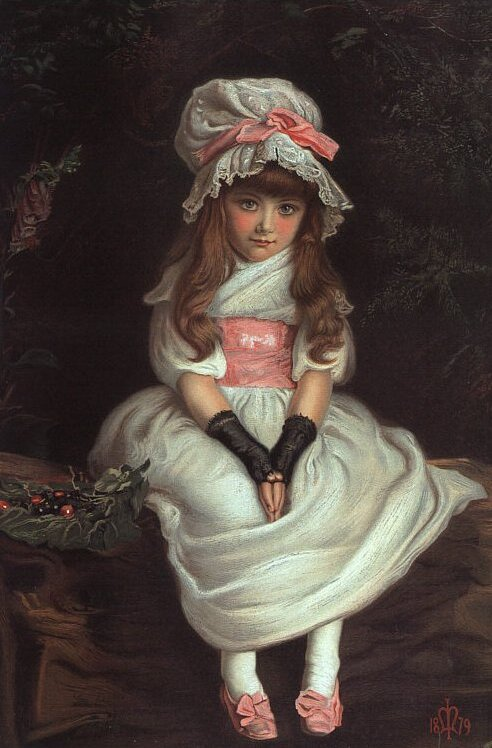
Cherry Ripe (egy népdal nyomán) (1879) magángyűjtemény
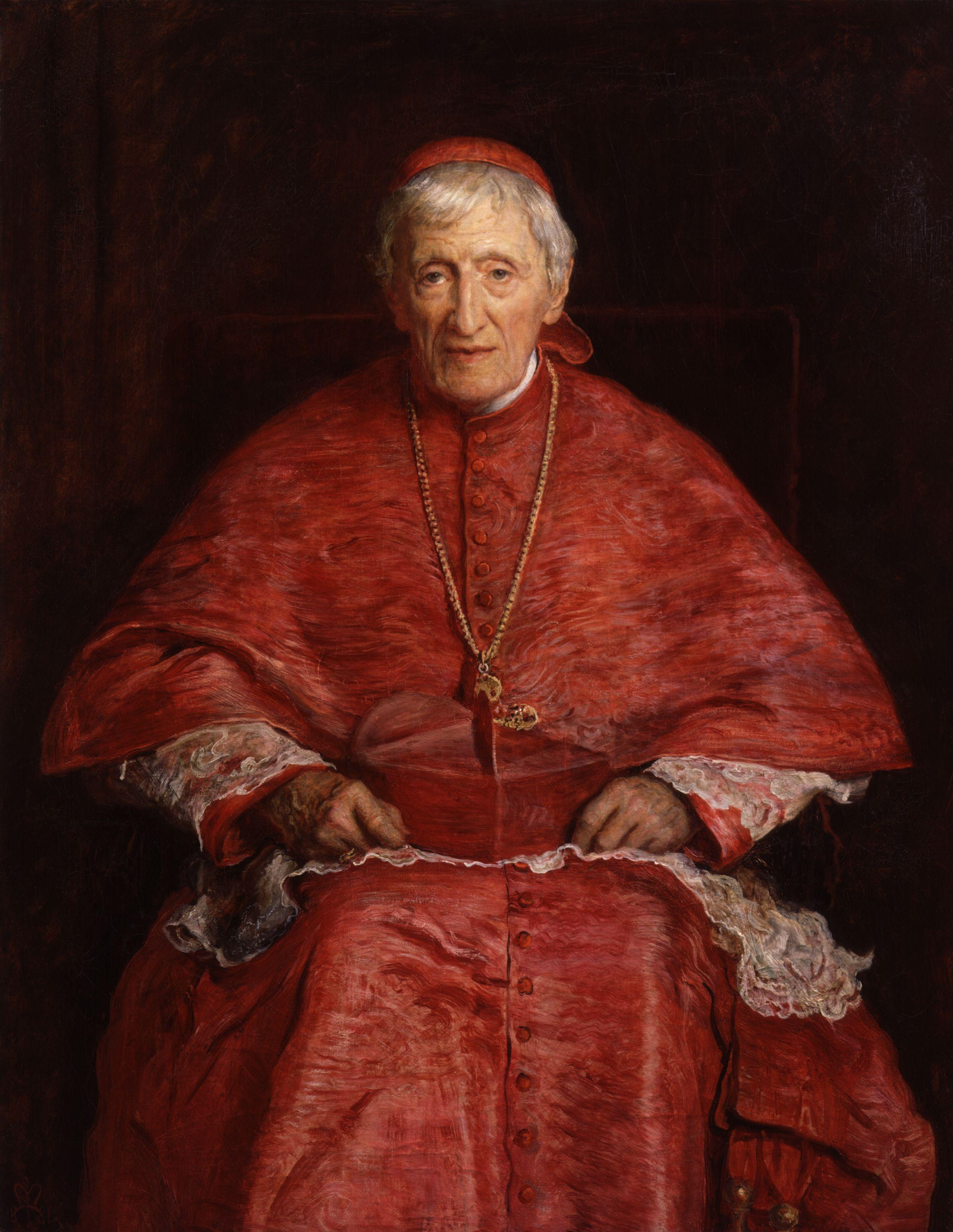
John Henry Newman (1881) National Portrait Gallery (London)
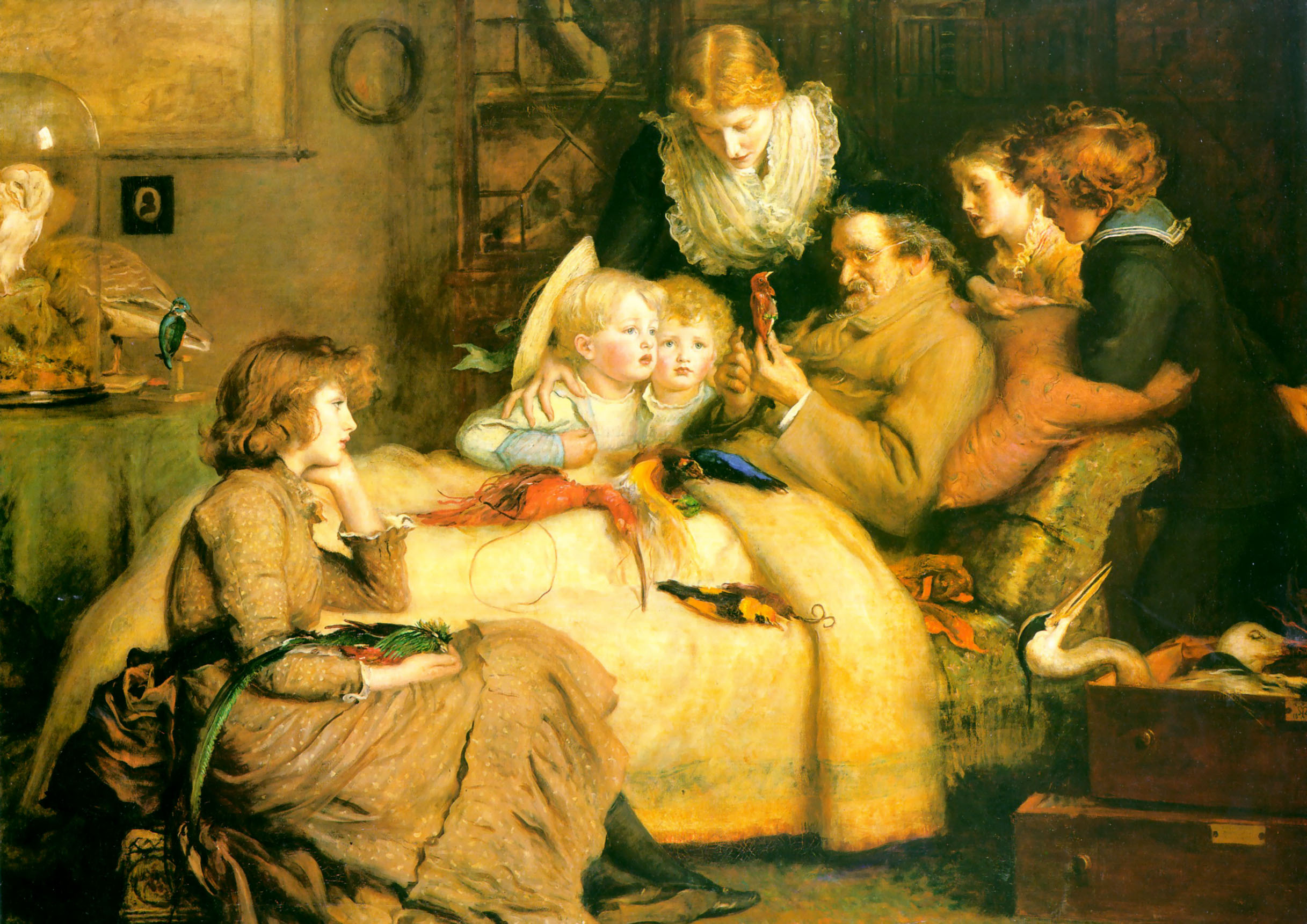
The Ruling Passion (Az ornitológus) (1885), Kelvingrove Art Gallery and Museum
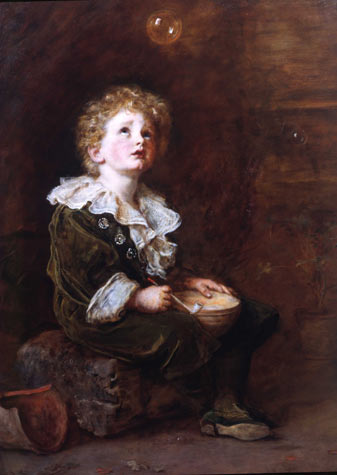
Buborékok (1886) Royal Academy of Arts
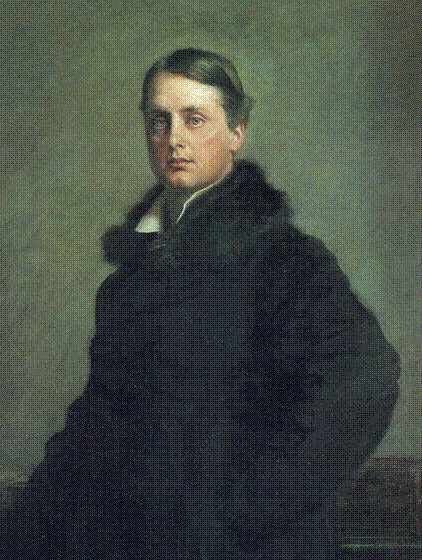
Archibald Primrose portréja
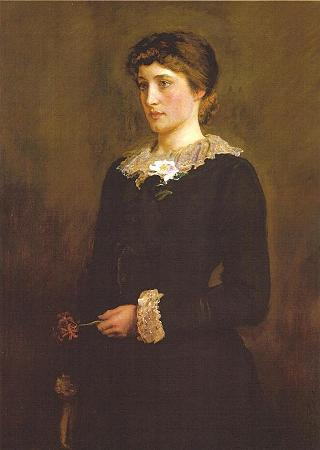
A Jersey Lily: Lillie Langtry portréja Jersey Museum Services
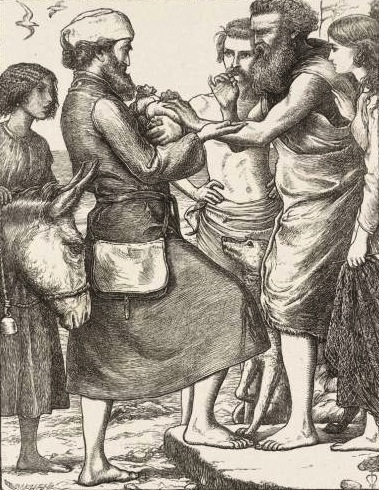
Az értékes gyöngy, illusztráció Jézus példabeszédeihez
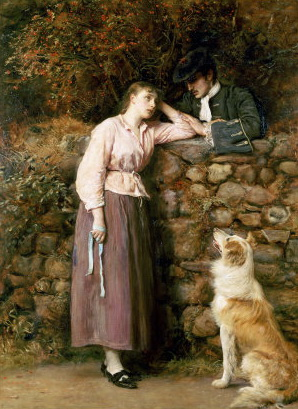
Effie Deans magángyűjtemény
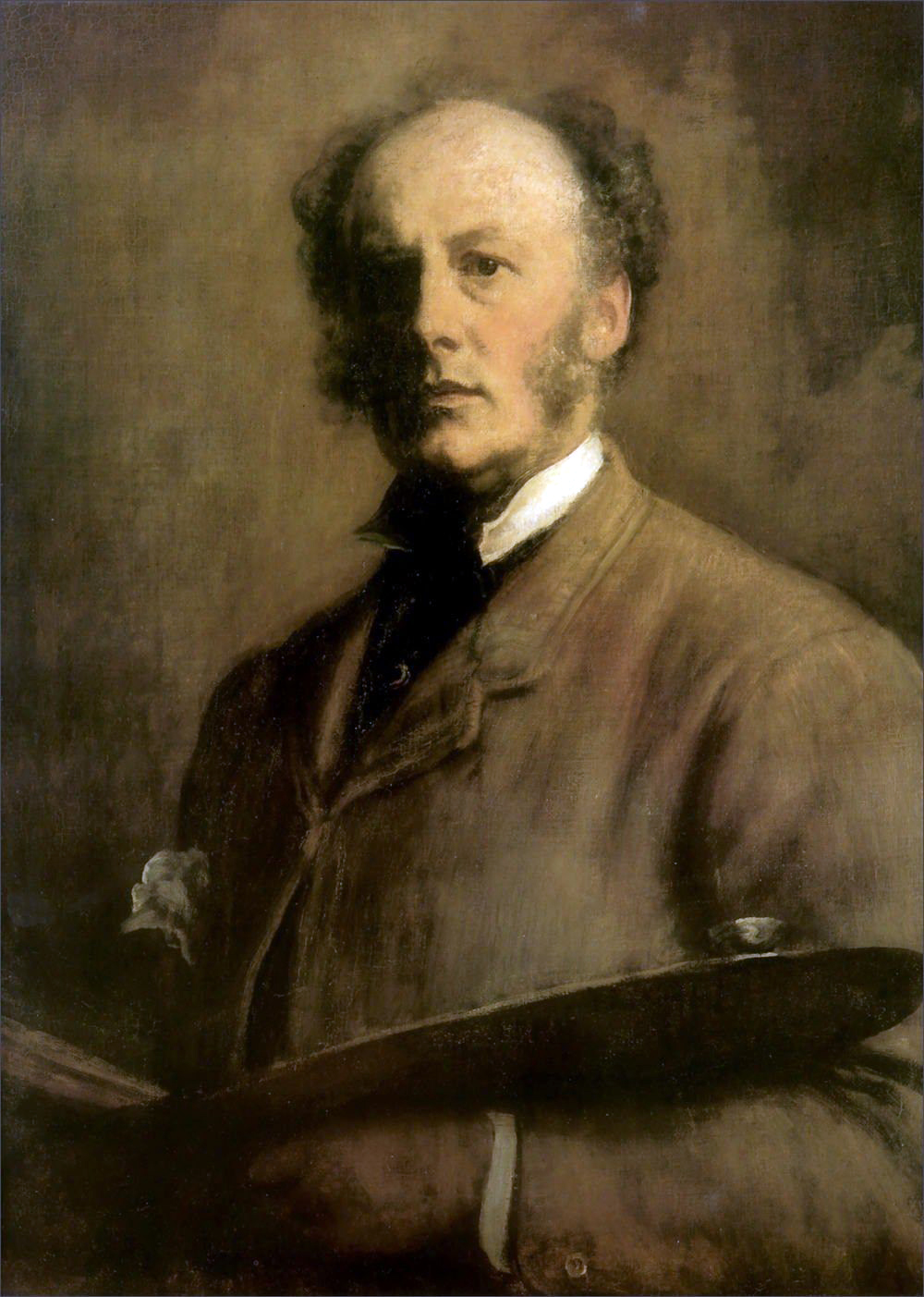
Önarckép Collezioni di Ritratti, Uffizi, Firenze
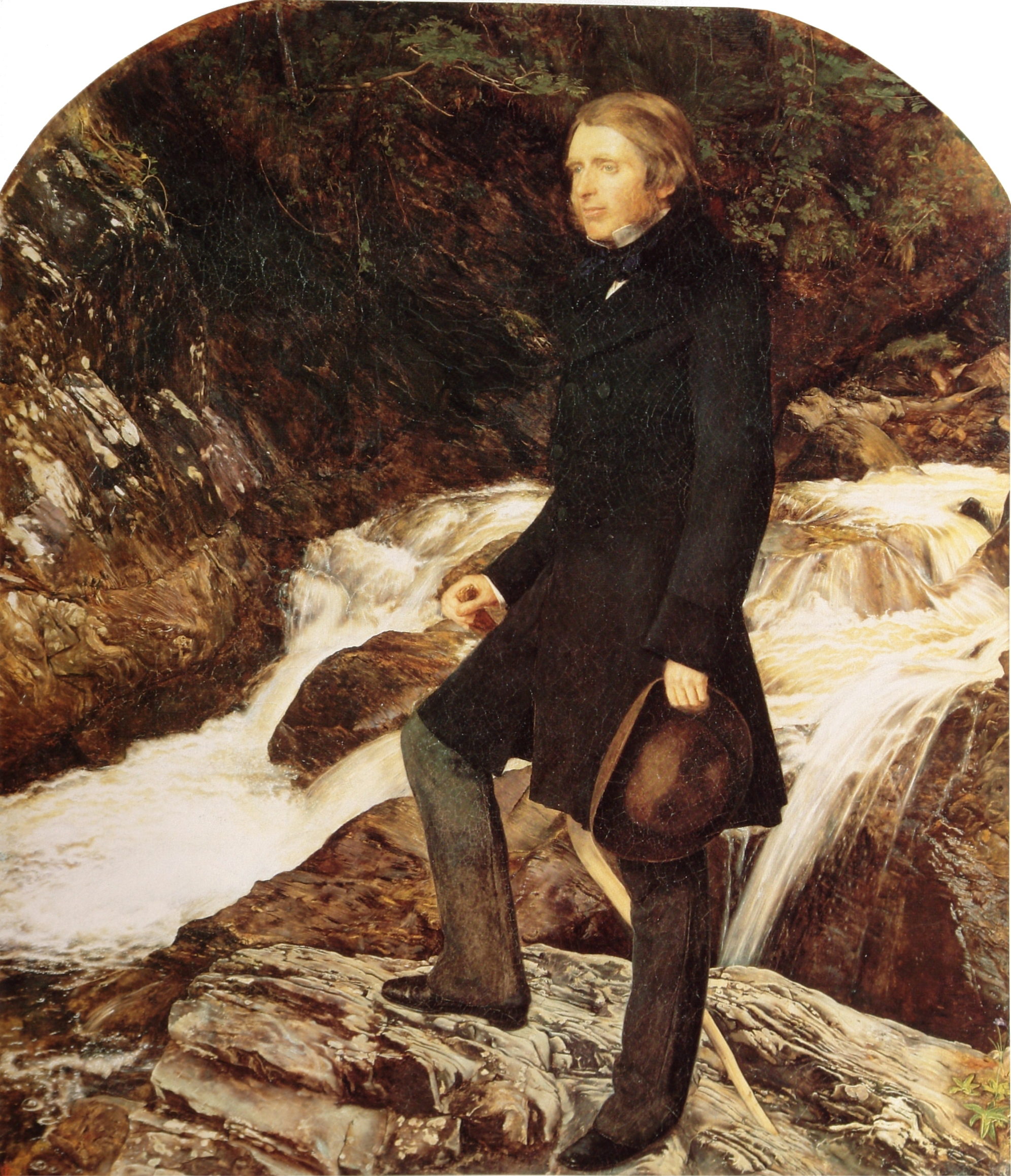
John Ruskin (1853–54) magángyűjtemény
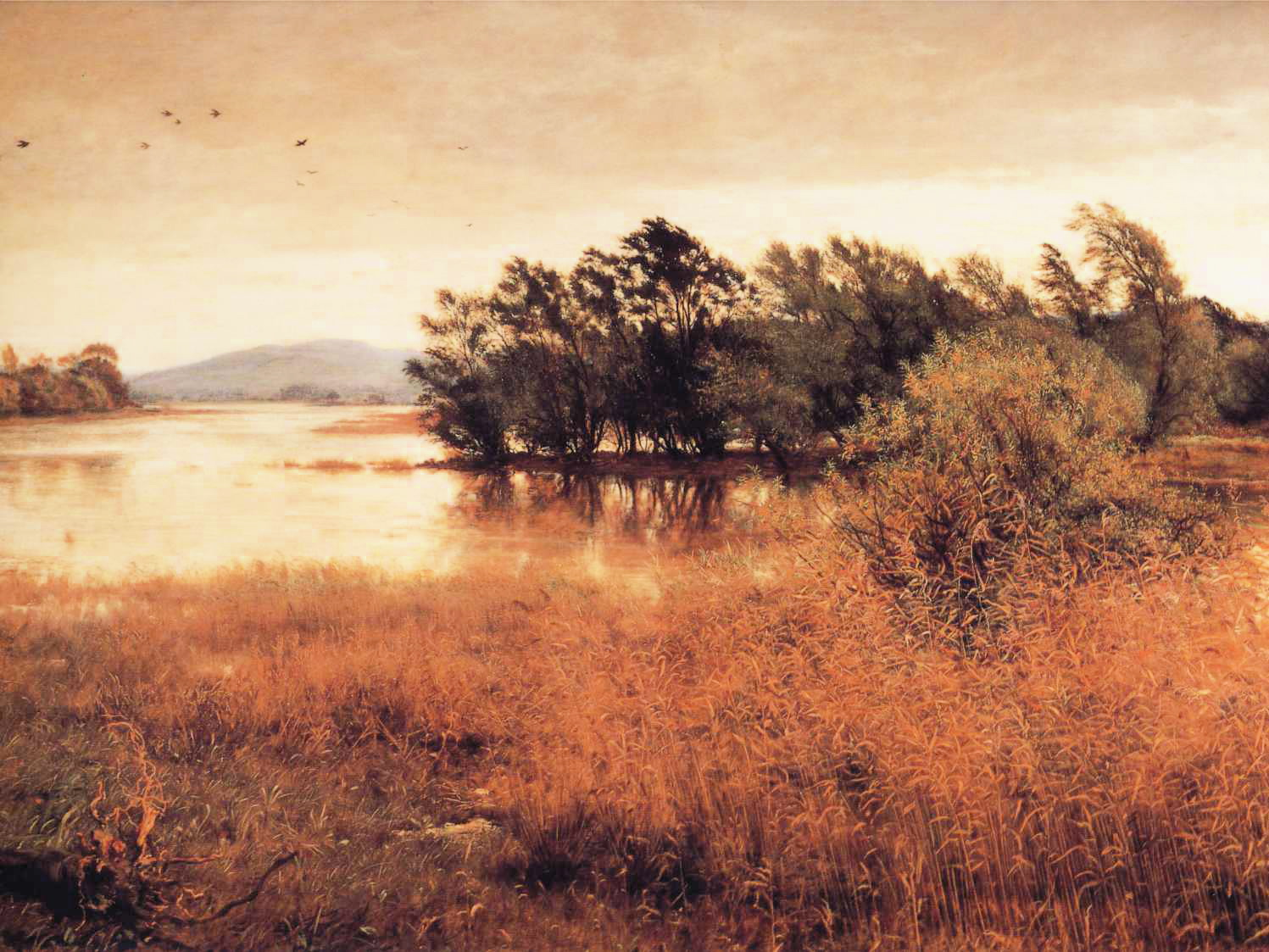
Fagyos október, 1870

## Fordítás
- Ez a szócikk részben vagy egészben  a   John Everett Millais című angol Wikipédia-szócikk ezen változatának fordításán alapul.  Az eredeti cikk szerkesztőit annak laptörténete sorolja fel. Ez a jelzés csupán a megfogalmazás eredetét és a szerzői jogokat jelzi, nem szolgál a cikkben szereplő információk forrásmegjelöléseként.

## További irodalom
- Anonymous. Cartoon portraits and biographical sketches of men of the day, Illustrated by Waddy, Frederick, London: Tinsley Brothers, 8–9. o. (1873). Hozzáférés ideje: 2010. december 28.
- F.G. Stephens. Grosvenor 1886 Exhibition of the works of John Everett Millais, Bt (Notes from a catalogue, 1886)
- Spielmann, Marion. Notes on Millais Exhibition R.A. 1898
- Millais, John Guille. The Life and Letters of John Everett Millais. Volume 1Volume 2 (London: Methuen, 1899)
- Baldry, A. L. Sir John Everett Millais (London, G. Bell & Sons, 1908)
- Lutyens (ed). Millais and the Ruskins 1967
- Bennett, Mary. Footnotes to the Millais Exhibition (Walker Art Gallery (Liverpool Bulletin, No 12 1967)
- Bennett, Mary (catalogue) (Walker Art Gallery and Royal Academy catalogue, 1967)
- Lutyens, M. Letters from John Everett Millais, Bart P.R.A. and William Holman Hunt. O.M. (The Walpole Society, 1972-4)
- Warner, Malcolm. The Drawings of John Everett Millais (Arts Council catalogue, 1979)
- Eggeling, Dr Joe. Millais and Dunkeld The story of Millais’s Landscapes (1985)
- National Portrait Gallery catalogue, 1999
- Mancoff, D. N. (ed). John Everett Millais beyond the Pre Raphaelite Brotherhood (London and New Haven, 2001)
- Barlow, Paul Time Present and Time Past: The Art of John Everett Millais, Ashgate, 2005
- Rosenfeld, Jason and Smith, Alison (Tate catalogue, 2007)
- Campbell-Johnston, R. „Master of Victorian values”, Visual Arts, The Times, 2007. szeptember 25.. [2011. május 17-i dátummal az eredetiből archiválva] (Hozzáférés: 2007. szeptember 24.)
- Reynolds, Matthew. „Millais's high drama and low designs”, The Times, 2007. október 24.. [2011. május 17-i dátummal az eredetiből archiválva] (Hozzáférés: 2012. március 2.)
- Williamson, Audrey. Artists and Writers in Revolt - The Pre-Raphaelites (1976)